# Заливчий Андрій Іванович

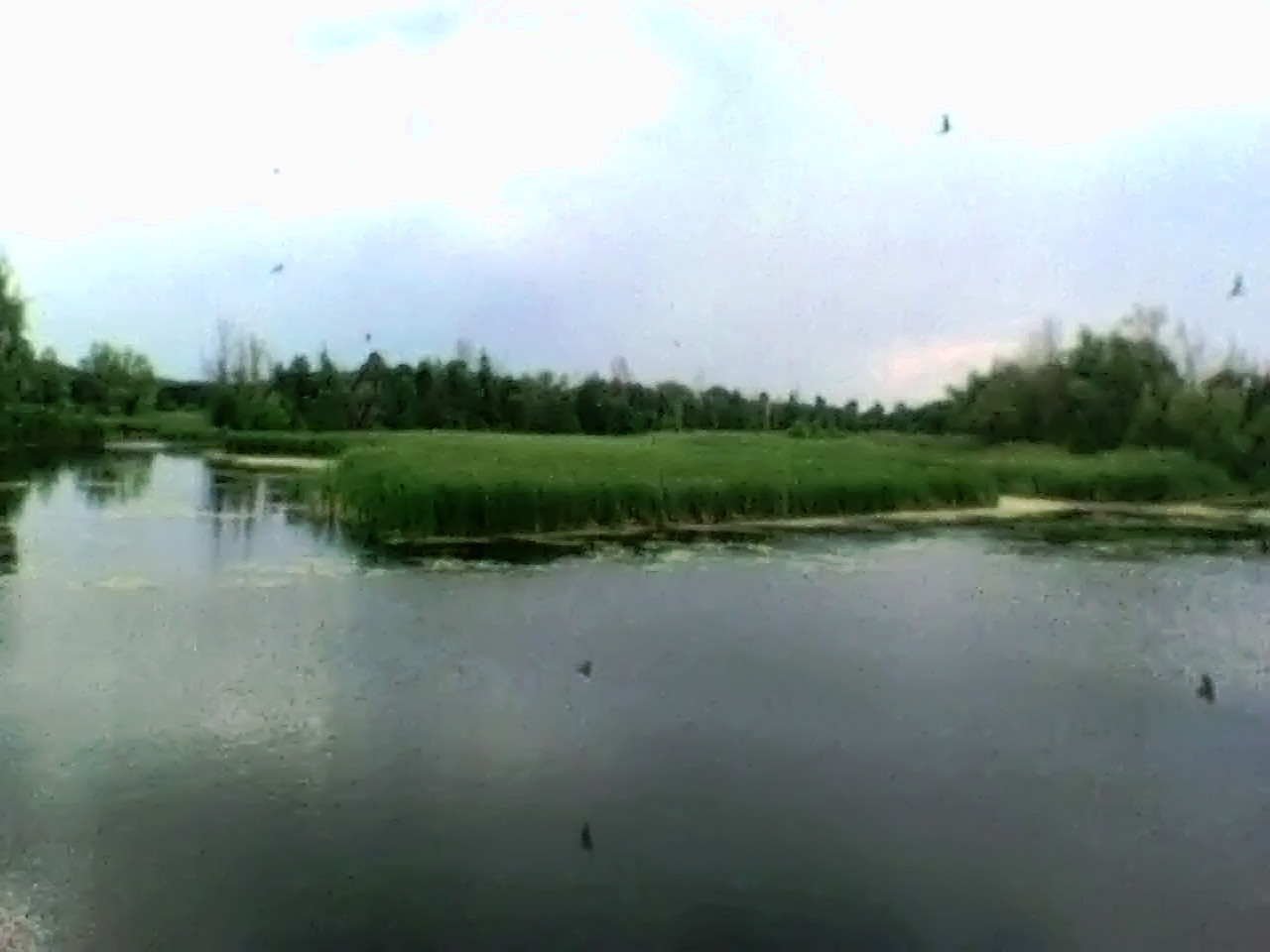
Річка Ворскла біля Міських Млинів — рідного села Андрія Заливчого

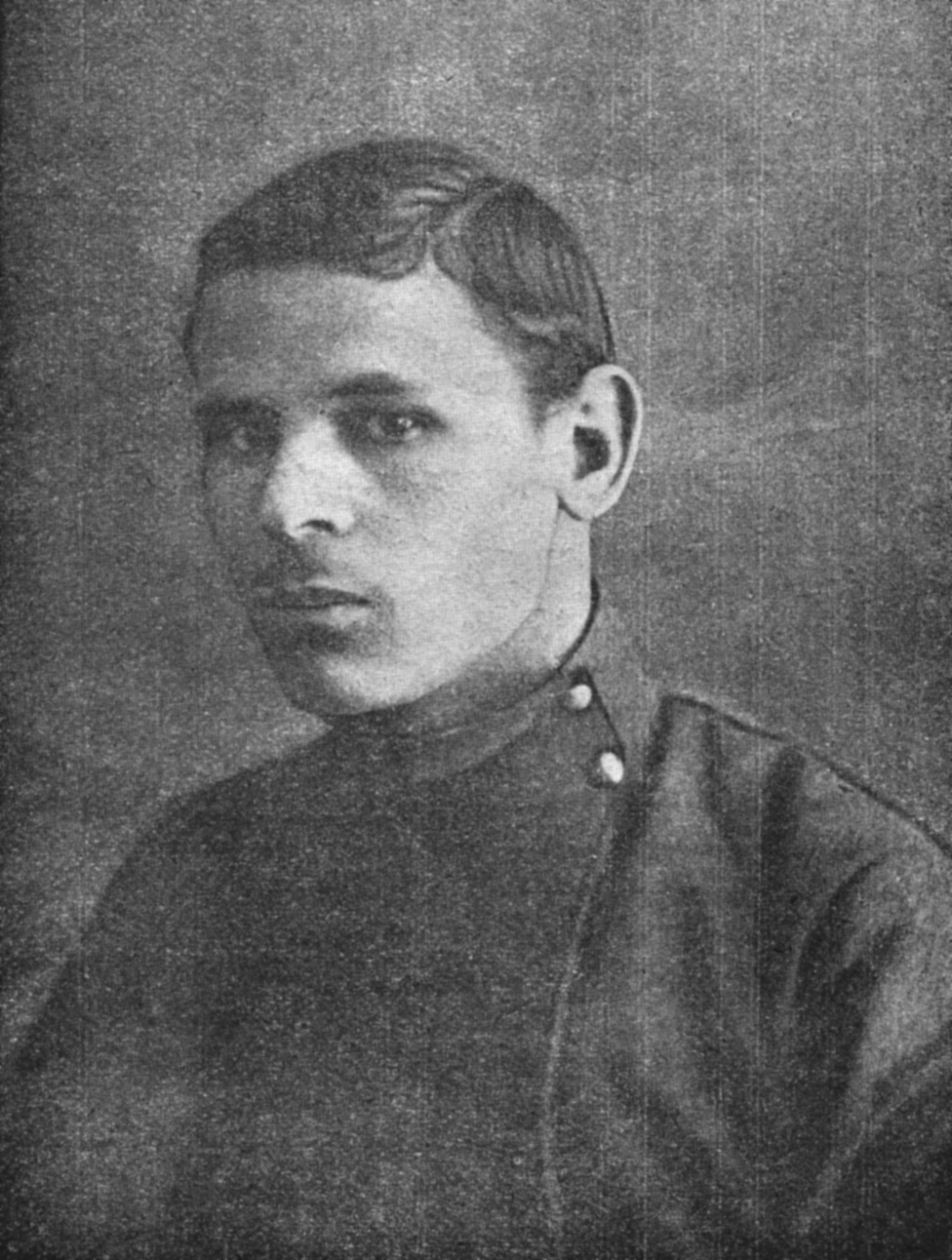
Андрій Заливчий — гімназист

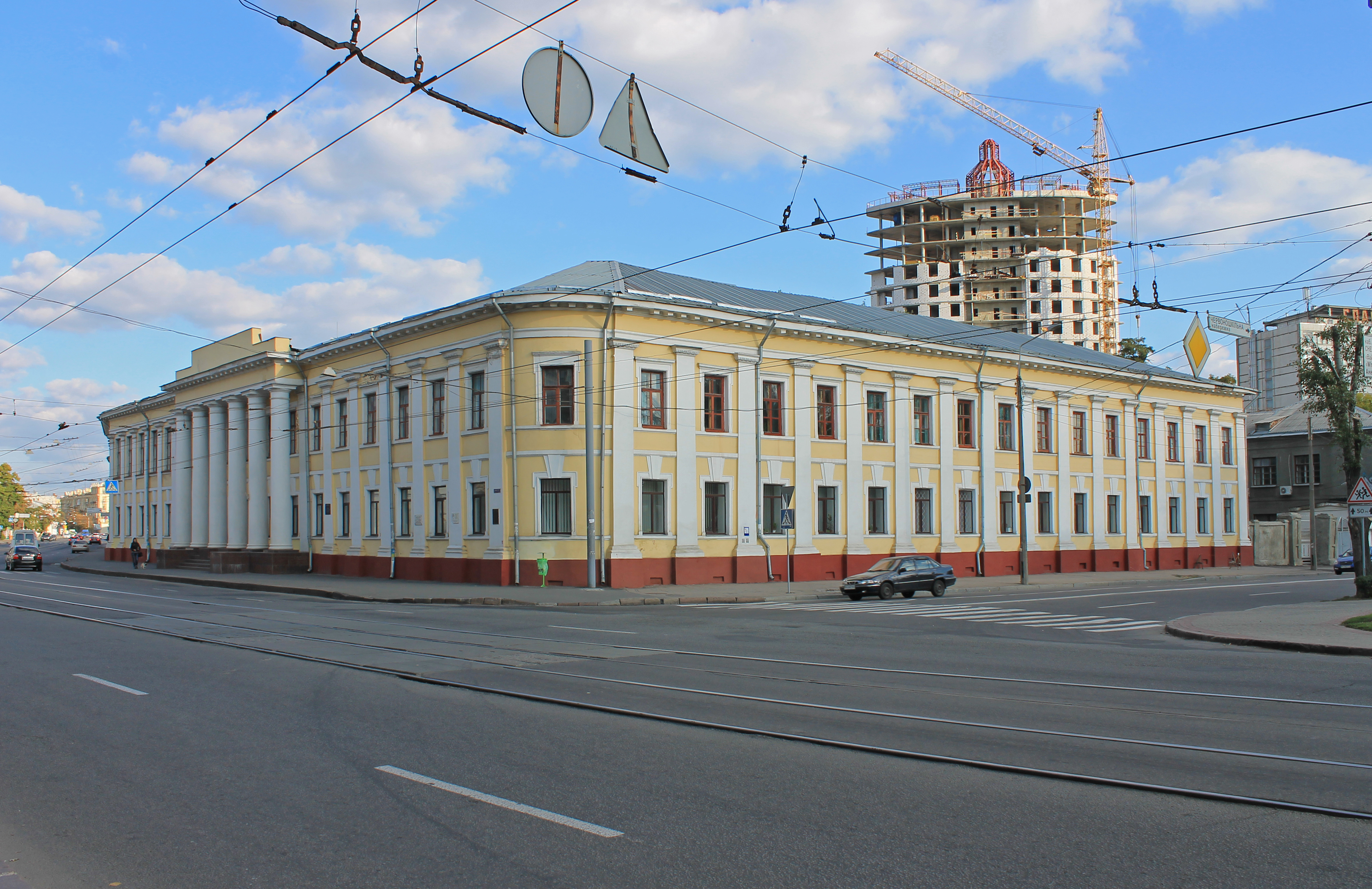
Будинок 1-ї Харківської чоловічої гімназії, де в 1910–1914 роках навчався Андрій Заливчий

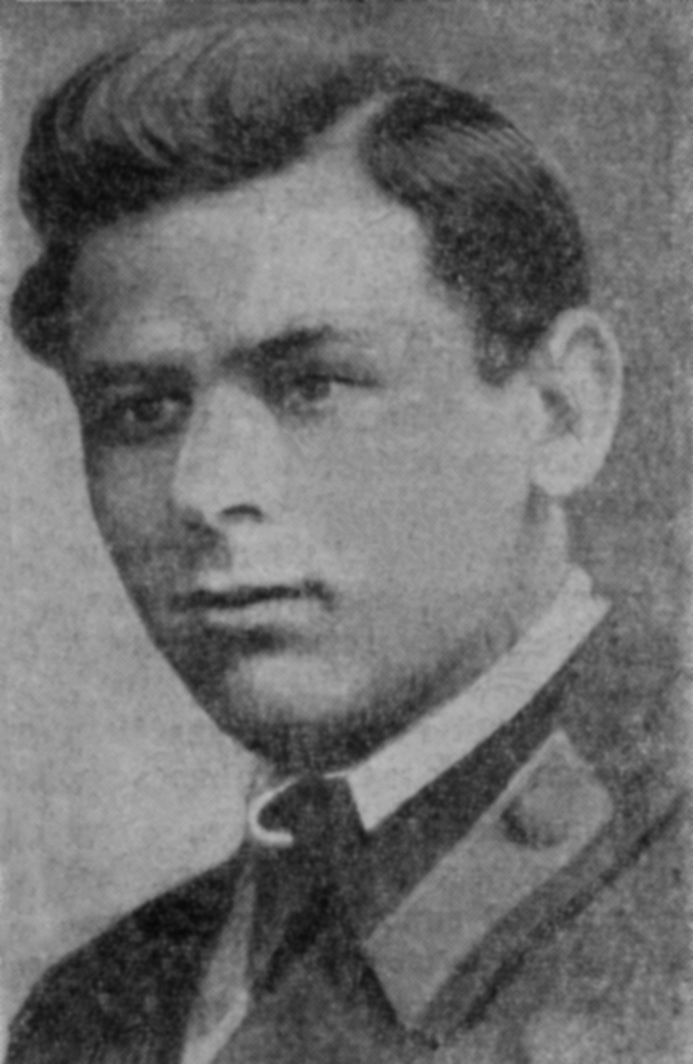
Андрій Заливчий під час навчання в Харківському університеті

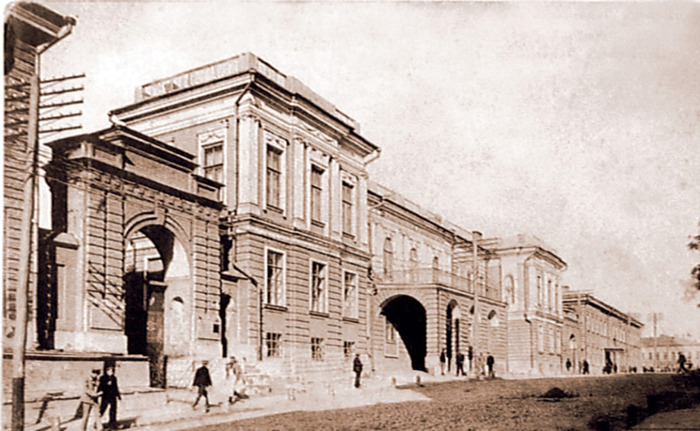
Старий корпус Харківського імператорського університету, де навчався Заливчий

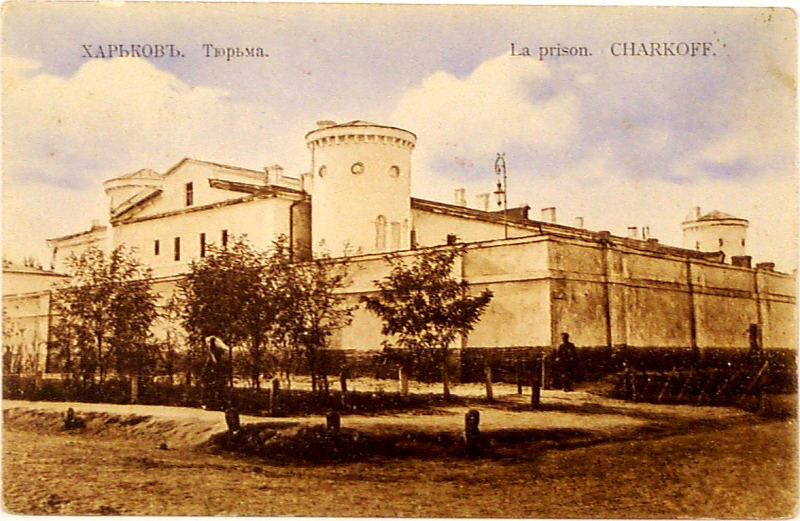
Харківська губернська тюрма, де 1916 року під час слідства був ув'язнений Андрій Заливчий

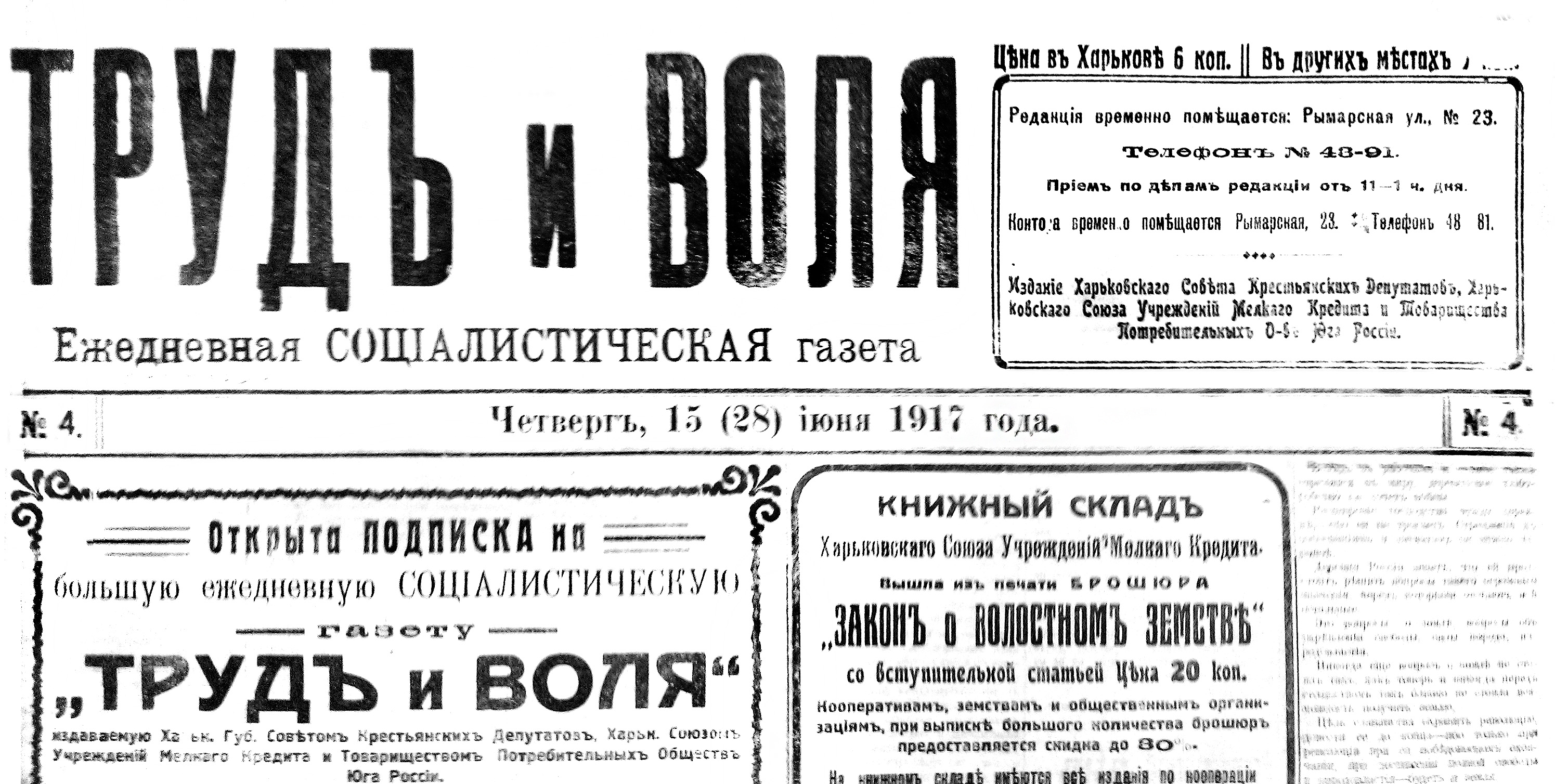
Харківська газета «Трудъ и Воля», у редакції якої в середині 1917 року працював Андрій Заливчий

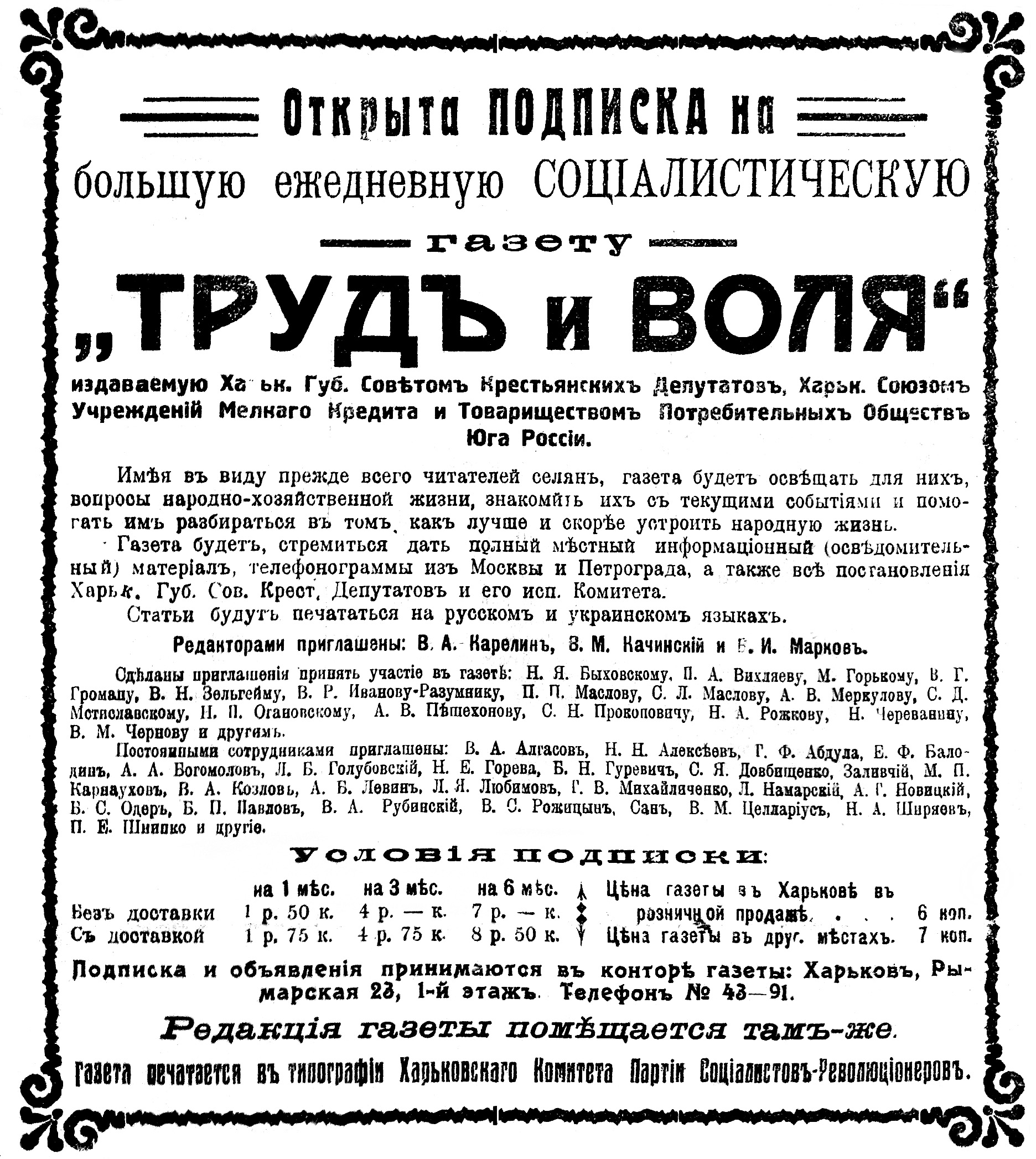
Оголошення про підписку та про співробітників газети «Трудъ и Воля»

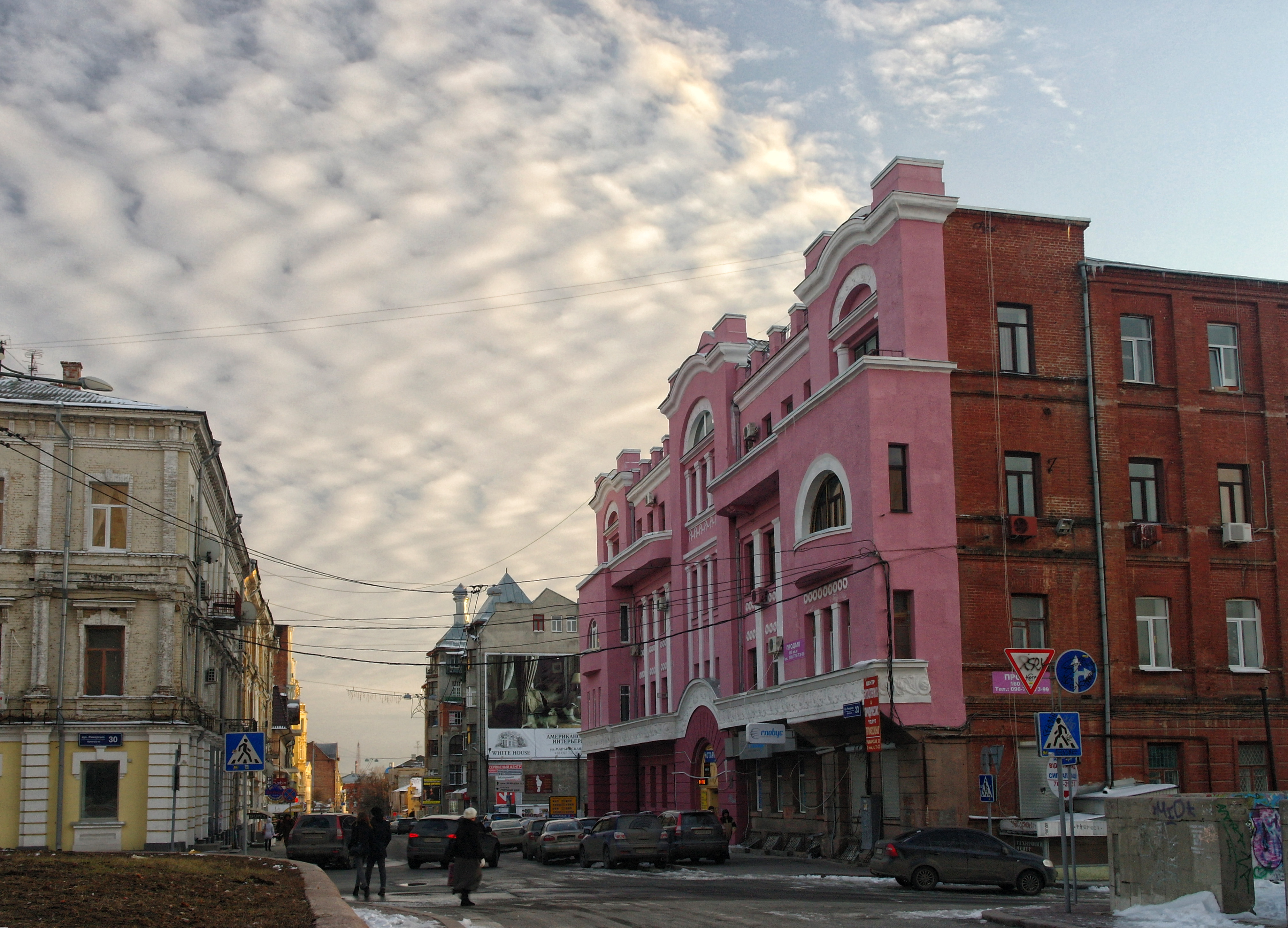
Будинок № 23 (праворуч) по Римарській вулиці в Харкові, де 1917 року розміщувалася редакція газети «Трудъ и Воля»

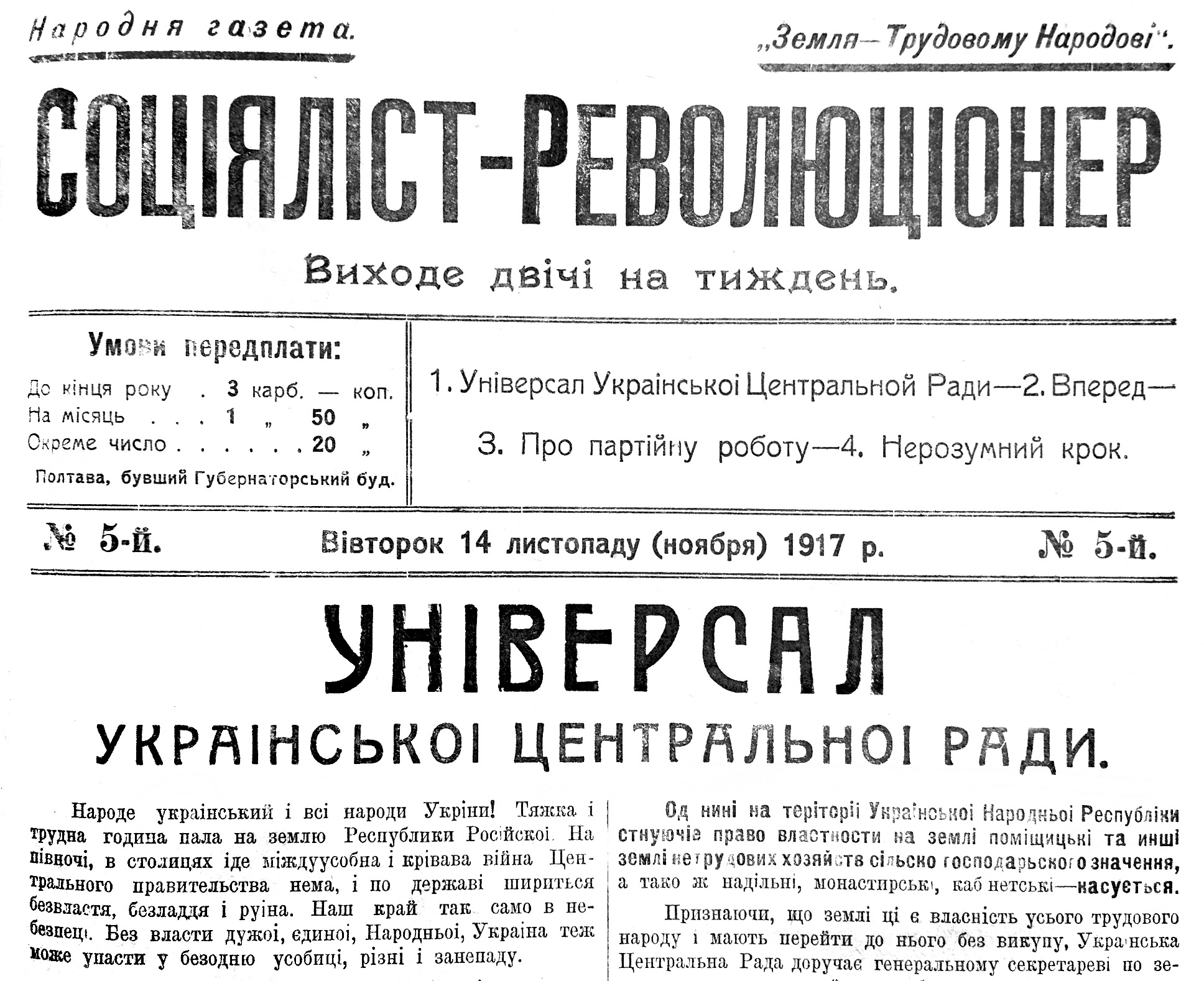
Номер газети «Соціяліст-Революціонер», редактором якої восени 1917 року був Андрій Заливчий

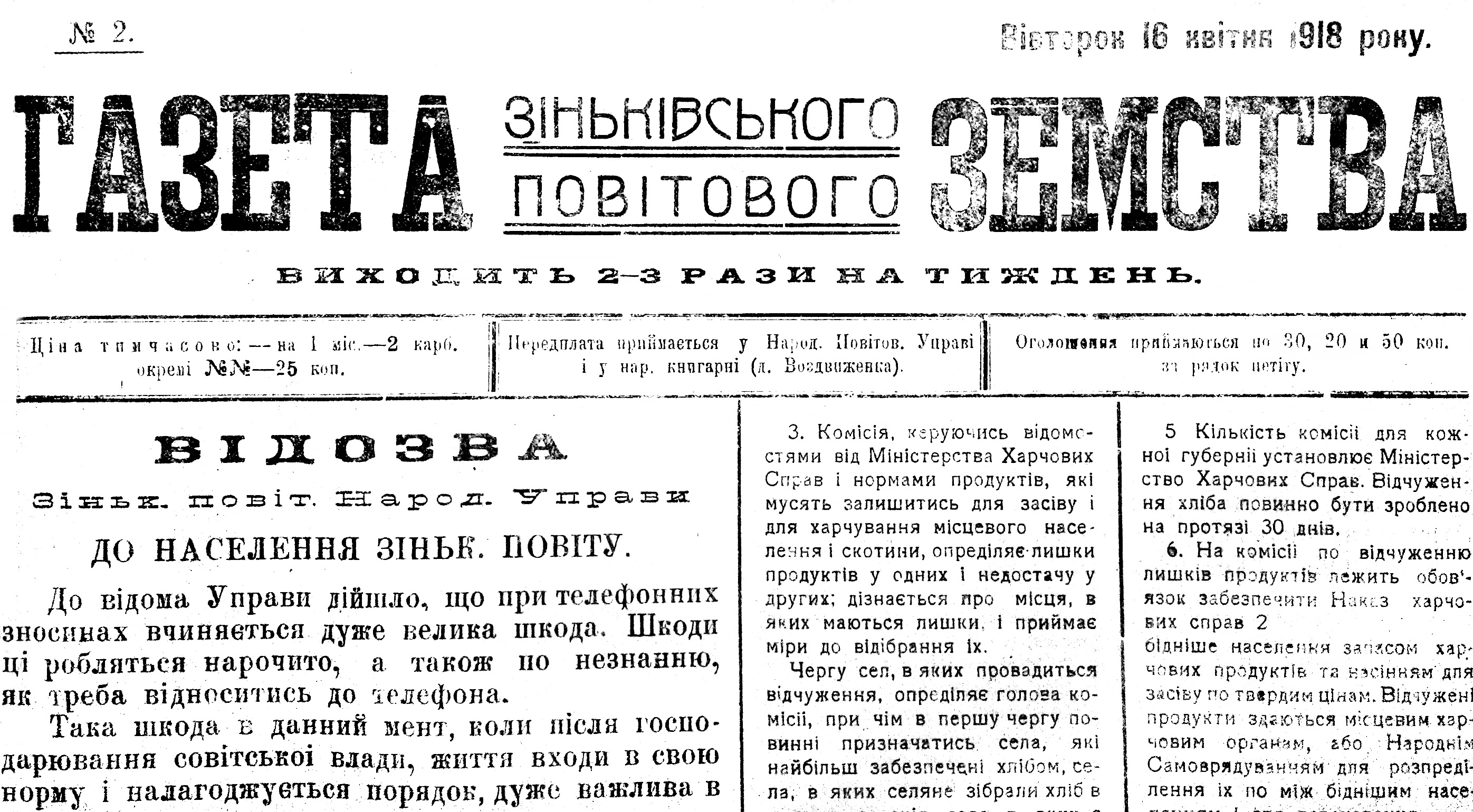
«Газета Зіньківського повітового земства», у редакції якої в 1918 році працював Андрій Заливчий

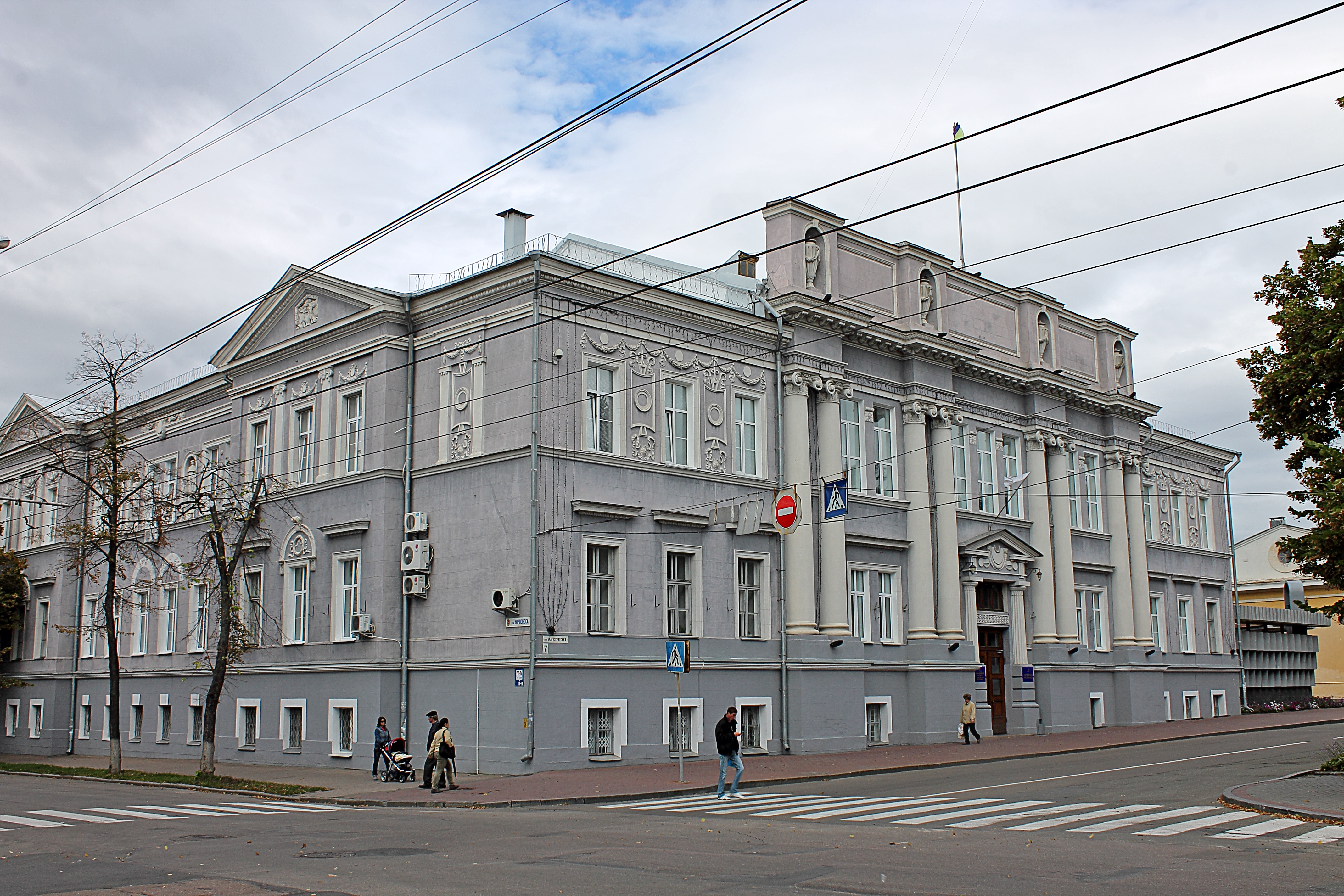
Будинок Державного банку (тепер будинок міської ради) в Чернігові, біля якого загинув Андрій Заливчий

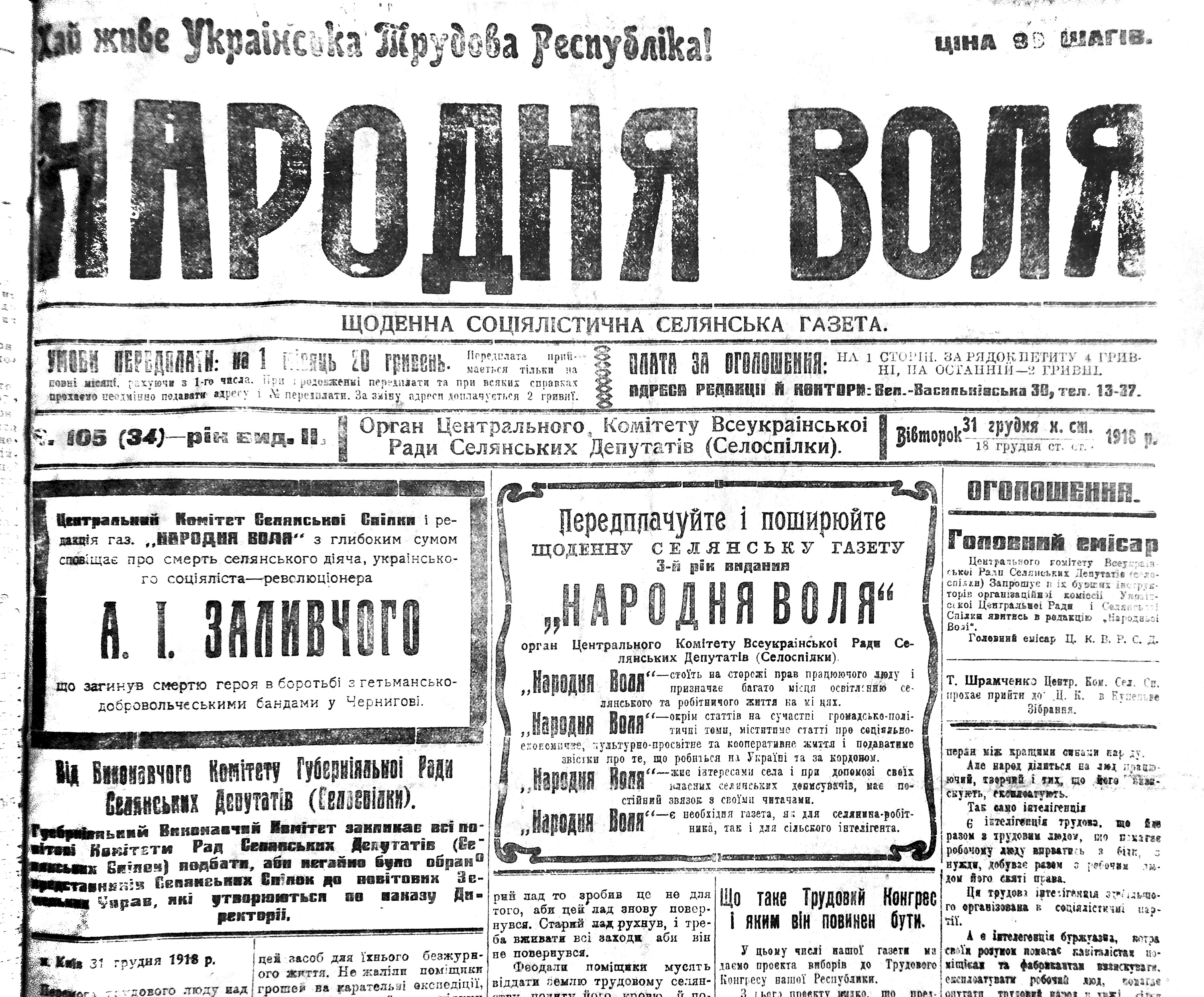
Некролог Андрія Заливчого в газеті Всеукраїнської ради селянських депутатів «Народня воля» за 31 грудня 1918 року

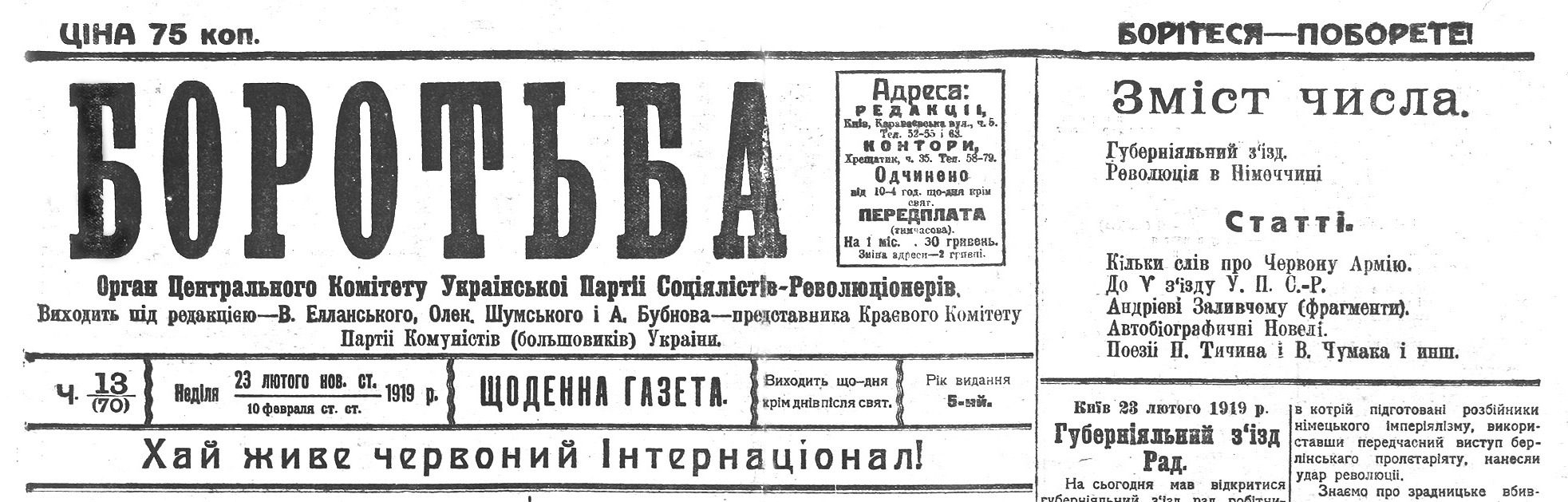
Номер газети «Боротьба» від 23 лютого 1919 року, в якому вперше були надруковані новели Заливчого

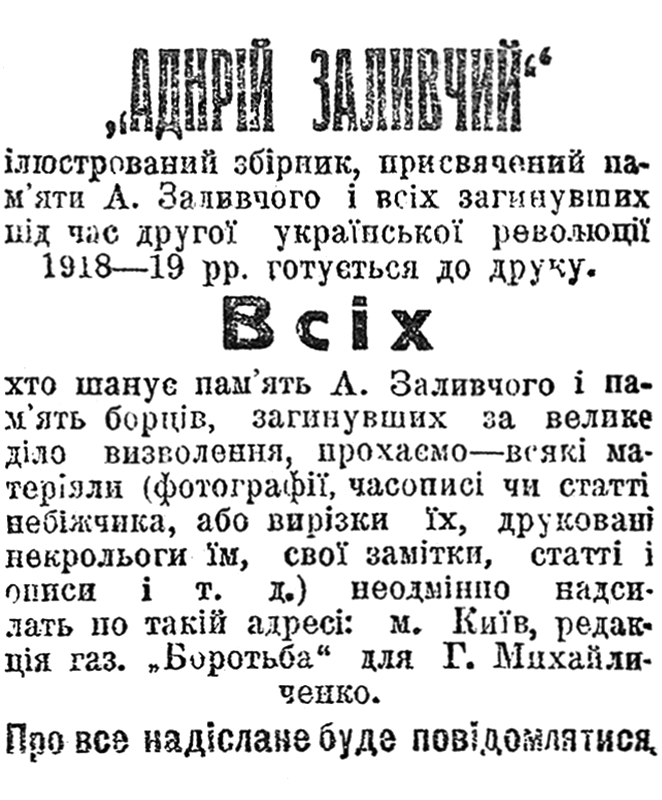
Анонс про підготовку книги «Андрій Заливчий» в газеті «Боротьба» за 1 березня (16 лютого) 1919 року

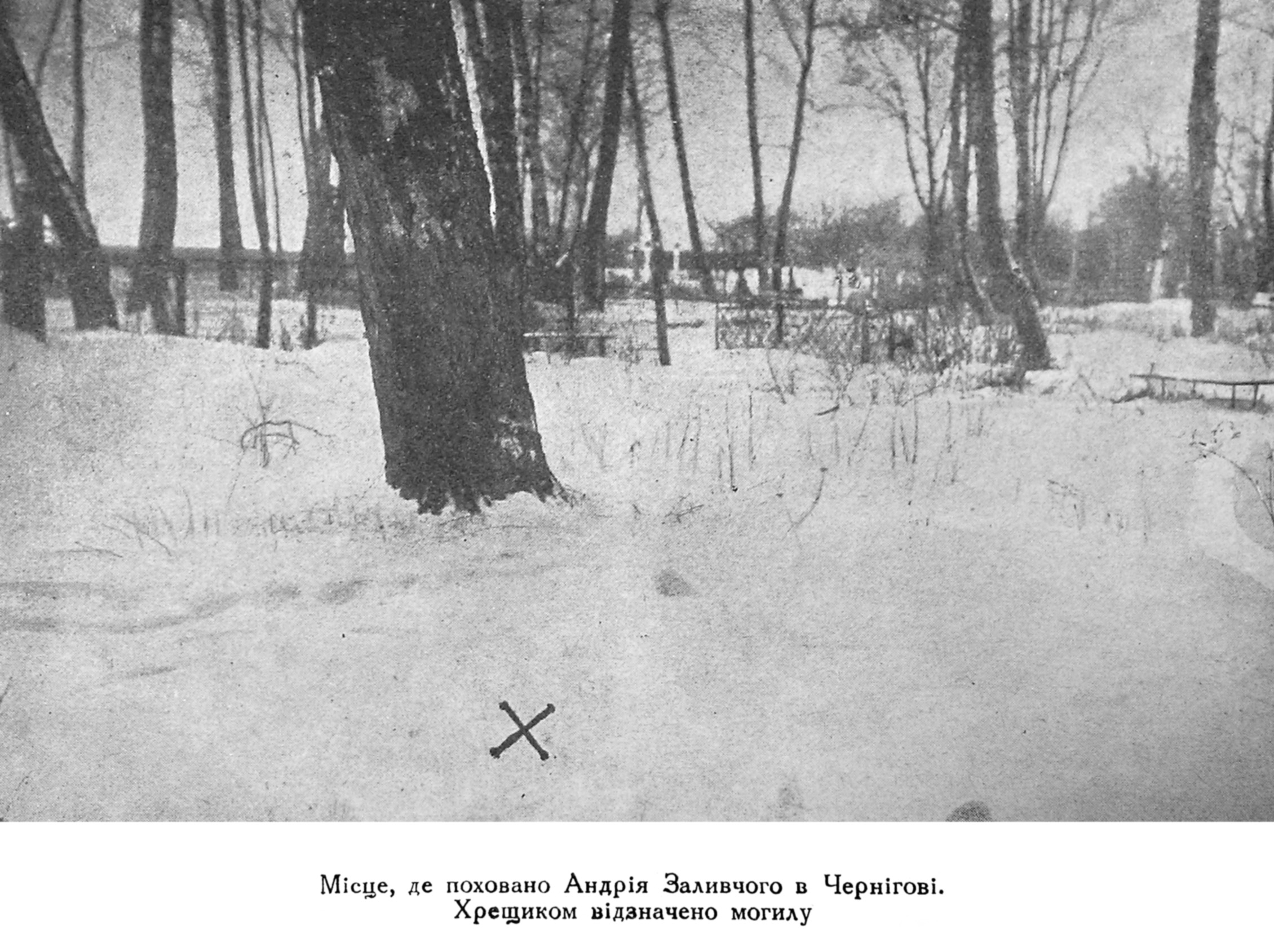
Місце поховання Андрія Заливчого. Журнал «Всесвіт». 1927 рік

Надгробок на могилі Андрія Заливчого на Петропавлівському кладовищі в Чернігові, червень 2016 року

Андрі́й Іва́нович Зали́вчий (14 [26] жовтня 1892, с. Міські Млини, Зіньківський повіт, Полтавська губернія, Російська імперія — 13 грудня 1918, Чернігів, Чернігівська губернія, Українська Держава) — український політичний діяч і письменник, революціонер, член Центрального Комітету Української партії соціалістів-революціонерів (травень — грудень 1918 року), член Центральної Ради 3-го складу, борець за незалежність України.

## Біографія

### Дитинство та юність
Народився в селі Міські Млини, тепер Зіньківський район, Полтавська область, Україна, у дуже бідній селянській, фактично жебрацькій родині. Батько походив з козацького роду. За спогадами Івана Майстренка, батько «ходив по дворах по милостиню». Казали, що Андрій був позашлюбною дитиною власника маєтку в селі Міські Млини, харківського банкіра Григорія Рубінштейна. Як припускали сучасники, «можливо, цим у великій мірі й пояснюються незвичайно тяжкі й нездорові родинні стосунки, що їх описав Андрій в автобіографічному творі». Його дитинство було безрадісним і минуло в тяжких обставинах: голод, холод, загальні злидні, надмірна праця матері з одного боку, і пияцтво та знущання батька з другого.
Закінчив Опішнянську двокласову (п'ятирічну) школу. Потім з осені 1910 року на кошти Рубінштейна навчався в 1-й Харківській чоловічій гімназії, яку закінчив навесні 1914 року із золотою медаллю. Під час навчання в гімназії сам Заливчий називав Рубінштейна «абсолютно сторонньою особою, що помітив його здатності і тому побажав вивести його в люди».
В останній рік навчання в гімназії Заливчий почав заявляти про свою українську позицію. У день поховання Лесі Українки в київській газеті «Рада» було надруковано листа з жалобою, підписане Осипом Гермайзе, Андрієм Заливчим та ще декількома представниками опішнянської молоді: «Висловлюють свою тугу та жаль по великій письменниці Лесі Українці» українці Опішні….

### Початок революційної діяльності. Арешт та заслання. 1914–1916 роки
1914 року вступив на юридичний факультет Харківського імператорського університету. На думку Івана Майстренка «він, мабуть, зробив це з політичних міркувань, бо вже тоді був підпільним соціялістичним діячем». В університеті Заливчий став одним із організаторів і керівників Юнацької спілки, що перебувала під впливом партії соціалістів-революціонерів. Дослідники теж вважають, що Заливчий, як і його товариш та однодумець Гнат Михайличенко, почали працювати в есерівській організації, ще будучи учнями. Однак сам Михайличенко писав, що Заливчий, хоча і був заарештований як есер, формально не належав до жодної партії, навпаки, до вступу в партію ставився дуже обережно. У в'язниці Заливчий казав Михайличенкові: «Я боюся зв'язувати себе якимись застарілими догмами і особливо традиціями, коли я вважаю себе с.-р., я піду в робоче-селянську товщу, аби знизу, знутрі неї самої висунути мої ідеї». Невдовзі Заливчий став керівником студентського руху Харкова. «Політичний авторитет його серед української студентської молоді був чималий. У ньому почувався видатний організатор, міцна воля й високий розвиток, розум, впевненість у переконаннях». Він дуже рідко з'являвся на вечорах і читаннях Українського товариства імені Григорія Квітки-Основ'яненка, «проте його ім'я й керівництво вчувалося часто». Був обраний членом Центрального комітету Юнацької спілки. 1915 року переклав українською мовою та пізніше видав брошуру Льва Толстого «Невже так треба?», книжку Петра Кропоткіна «До молоді». Того ж року став одним із організаторів студентського виступу проти відправлення на фронт неблагонадійних студентів.
У грудні 1915 року царська влада припинила діяльність українського гуртка в Миргородській художньо-промисловій школі імені Миколи Гоголя, причому в учня цієї школи Семинька було знайдено гектографовану прокламацію «До юнацтва», програму української соціал-демократії, рукопис «До української молоді», заготовлені чисті аркуші зі зверненням до голови фракції трудовиків у Державній думі Олександра Керенського та голови фракції меншовиків Миколи Чхеїдзе і гектографований лист за підписом «Центральний комітет».
У цьому листі циркулярного, очевидно, змісту було викладено, серед іншого, таке: «Шановний товаришу. Рекомендуємо Вам товариша Андрія і просимо поставитися до нього з цілковитою довірою. Він обізнаний про всі наші справи, і, якщо щось знадобиться, передайте через нього. Товариш має прочитати кілька лекцій і виголосити кілька промов на цікаві громадські теми поточного життя. З цього боку Ви повинні найбільше його використовувати».
Далі йшли питання анкетного змісту, що стосувалися «гуртка» (групи) і його організації. Після цього в листі мовилося: «Відомості просять повідомити скільки можливо повніше, бо ж вони безумовно потрібні для майбутнього з'їзду, який відбудеться після Різдва. Просимо приготувати всі питання, які було б бажано розібрати на з'їзді. Наприкінці січня товариш об'їде всі гуртки, збере всі відомості, забере листи в Державну Думу і повідомить, коли і де відбудеться з'їзд … Зараз заснована комісія для ведення підготовчої роботи з організації видання газети — „легального“ органу шкільної української демократичної молоді … Сам Центральний комітет має велику потребу в грошових допомогах задля організації частіших і правильних поїздок референтів. Бажано отримати членські внески до квітня 1916 року включно. Внески можна передавати за допомогою товариша Андрія. Центральний комітет бажає, щоб між ним і спільнотою було якомога тісніше спілкування, а проте Ваше правління (рада) не виконує своїх обов'язків: досі не повідомлено нам, які книги і реферати потрібні гурткові, внаслідок чого не маємо можливості передати книжки через Андрія, і можливо, він приготував не ті реферати, які Вам потрібні … Бажаємо успіху в роботі. Центральний комітет.
Після використання знищити».
За змістом цього циркулярного листа було з'ясовано, що він був надісланий із Харкова Центральним виконавчим комітетом «Всеукраїнської юнацької спілки» і що згаданим у листі Андрієм є студент Імператорського Харківського університету Андрій Іванов Заливчий (був притягнутий до листування) — соціаліст-революціонер, що входить до складу Харківського соціалістичного комітету.
За це в ніч проти 22 січня 1916 року його було заарештовано разом із Яковом Довбищенком, Володимиром Глуходідом, Федором Гарахом та іншими, кинуто до Харківської губернської в'язниці й допитано 23 січня, причому жандармський генерал-майор Олександр Риковський встановив, що Довбищенко й Гарах належать до соціал-демократів, а Заливчий і решта є соціалістами-революціонерами. Як свідчив Яків Довбищенко, під час слідства Заливчий не визнавав себе винним, поводився так, що в результаті за свою «упертість» дістав суворіше покарання. Тоді ж, у січні 1916 року його засудили за статтями 129 та 132 Кримінального уложенія до довічного (за іншими даними — трирічного) заслання. У кінці червня Заливчого відправили по етапу в Тургайську область (нині — територія Казахстану), до повітового містечка Іргіз, де разом із ним перебували майбутні письменники Володимир Коряк та Ернст Клусайс.
«Архангельщину, Сибір, навіть Астраханщину всі знали, з нею безпосередньо зв'язані, ці місцевості були для всіх традиційними. Тургайщина, куди пішов А. Заливчий з товаришами, була якимсь невідомим і… химерним. Але страшним. Може через це — страшним», — зазначав Гнат Михайличенко, що був ув'язнений у Харківській губернській тюрмі одночасно з Заливчим. Населення Іргізу становило близько тисячі мешканців, переважно казахів і татар, було трохи росіян. «Місто серед степу в Киргизії, верстов на 200 од Орську, де було заслано Шевченка. На 400 майже верстов самий степ. Ні залізниць, ані якого житла навколо „міста“. … Хронічно недоїдають. Заробітку немає», — так Володимир Коряк згадував місце їх заслання.
За словами Леоніда Підгайного, засланці були приречені на «нудне примусове неробство». Заливчий і його сусід-більшовик Клусайс часто вели розмови на літературно-мистецькі теми. Там же Заливчий конспектував «Капітал» Карла Маркса, «Вступ до філософії» київського філософа-позитивіста Георгія Челпанова, читав український літературно-мистецький журнал «Промінь», який виходив у Москві за редакцією Володимира Винниченка, ліберальну суспільно-політичну газету «Русские ведомости» й іншу пресу. Перекладав популярного тоді польського поета Казимежа Тетмаєра. Він листувався з соціал-демократом Яковом Довбищенком, який перебував у Тургаї.
Для партійних потреб Заливчий вислав 50 карбованців, мотивуючи тим, що він «має зараз багато грошей». Йому, як і Довбищенкові та іншим засланцям, доводилося виступати в ролі міліціонера, відбиваючи напади казахських повстанців, хоча його підозрювали у зносинах з ними й ворожому ставленні до росіян і їхніх союзників.

### Громадсько-політична діяльність у роки Української революції

#### Харківський період (травень — вересень 1917 року)
Після Лютневої революції 1917 року повернувся в Україну. На Харківщині бере участь у створенні організацій Української партії соціалістів-революціонерів (УПСР), працює в Раді селянських депутатів і в її газеті «Трудъ и Воля». Разом із Заливчим на той час у газеті працювали відомі діячі партії есерів Володимир Карелін, Наум Биховський, Володимир Алгасов, Гнат Михайличенко.

На той час на численних зборах і маніфестаціях часто піднімалася проблема національної ідентичності. На Харківському з'їзді селянських депутатів, що відбувся 3–7 (16–20) травня, Заливчий, виступаючи з доповіддю по національному питанню, перепрошує: 
|  | Чиї сини яких батьків ви? — Називали нас всіляко, але ніколи не називали украінцями. Пани відбирали від нас усе. І розум наш, нашу мову зробили мужицькою. |

 Обговорюючи тему розвитку освіти і культури, у промові порівнює історичні факти з метою показати значний регрес України після приєднання до Росії. Заливчий стверджує: 
|  | 300 літ тому ми піднялися на панів, взяли все в свої руки. Жили багато і вільно. Школи розвивалися, Україна була просвіченою країною і від нас у Московщину йшли учені люде. А що ми бачимо нині? 13 грамотних на 100. Ми йшли не вперед, а назад. |

Заливчий у доповіді наполягав на необхідності всіляко розширювати застосування української мови в освіті: 
|  | Україні потрібна українська школа, українська мова має війти і в середню школу і в університет. Тоді мужицька мова зробиться народньою. |

Заливчий наголошував, що кожна національність має право на освіту рідною мовою, і Україна — не виняток.

Щодо майбутнього державного устрою, Заливчий вважав, що 
|  | Україна повинна радитися сама, завести свої порядки, свою Раду в Киіві. |

Заливчий вважав, що «основою соціалізації землі є община, яка і повинна керувати земельними справами знизу, Установчі Збори чи Український сейм приведуть до централізації в цій справі». Така позиція означала, що Андрій Заливчий виступав за російський варіант соціалізації землі, інші ж члени УПСР пізніше виступали проти цього, наголошуючи на різних економічних умовах.
З'їзд селянських депутатів у Харкові в травні 1917 року прийняв резолюцію, що найкращим формою урядування в Росії є федеративна демократична республіка, український народ має домагатися від Тимчасового уряду Росії встановлення національно-територіальної автономії України з забезпеченням прав національних меншин. З'їзд не підтримав пропозицію Аркадія Степаненка боротися не за автономію, а за самостійну республіку, Центральну Раду поповнити Радою селянських депутатів та оголосити її Українським Тимчасовим урядом, що має скликати Українські Установчі збори і Сойм. Заливчий вважав, що:
|  | наша демократія пропаде і землі ми не дістанемо, якщо установимо незалежність нашої республики. Вам говорено, що російська буржуазія замовчує наші інтереси і наш рух, а я кажу, що українська буржуазія роздмухує це. Не по дорозі нам з Степаненком і його кумпанією. На російську буржуазію треба впливати, а з українською треба боротися! |

З'їздом Заливчий був обраний членом Тимчасового Центрального комітету Української селянської спілки. Згідно з постановою з'їзду всі члени Тимчасового ЦК Української селянської спілки ввійшли повноважними членами до Тимчасової Всеукраїнської Ради селянських депутатів, а всі члени Тимчасової Всеукраїнської Ради селянських депутатів ввійшли з правом вирішального голосу до складу Української Центральної Ради.
25–26 вересня 1917 року відбулася передвиборча конференція Харківської губернської організації УПСР. В її роботі брали участь і представники більшовицьких організацій Харківщини, а також делегати від партійних організацій Курщини і Вороніжчини. Проходила вона під головуванням Андрія Заливчого. З доповіддю виступив Гнат Михайличенко. Він проінформував про передвиборчу партійну конференцію в Києві і пленарне засідання ЦК, детально зупинившись на передвиборчій платформі партії та кандидатурах до партійного списку. Після обговорення були ухвалені кандидатури, зокрема, Андрій Заливчий у Богодухівському повіті.
Від УПСР Заливчого висувають делегатом на Всеросійські та Українські установчі збори.

#### Полтавський період (кінець 1917 — перша половина 1918 року)
Восени 1917 року був головним редактором полтавської газети «Соціяліст-Революціонер». Брав активну участь у роботі Полтавської ради робітничих і селянських депутатів, вів фракційну боротьбу з російськими політичними угрупованнями. У своїй «короткій автобіографії» Микола Хвильовий згадує про свою тогочасну зустріч із Заливчим, який пропонував йому вступити до партії есерів. Зустріч відбулася в рідному селі Заливчого Міські Млини, поруч із Дем'янівкою, де вчителювала мати Хвильового.
На Полтавському губернському з'їзді Рад у січні 1918 року Заливчого обрано головою Полтавського губвиконкому і водночас — президентом Полтавської Самостійної Радянської Соціалістичної Федеративної Республіки, що була проголошена на цьому з'їзді. Однак пробув на цих посадах Заливчий менше доби, разом з іншими членами новообраного губвиконкому його заарештував Михайло Муравйов, що здобув Полтаву. Зрештою, звільнившись, був змушений покинути Полтаву, після чого він працював у Зінькові (тепер — Полтавської області): редагував «Газету Зіньківської повітового земства», брав участь у створенні земельних комітетів у Зінькові.
Після встановлення влади гетьмана Павла Скоропадського Заливчий перейшов на підпільне становище. Влітку 1918 року, під час німецької окупації, він перебирається до Києва, де «проявляв кипучу діяльність, як головний емісар внутрішніх справ партії.».
У Києві наречена Заливчого, однопартієць і зв'язкова Лідія Вовчик, за його вказівкою налагоджує зв'язок із Василем Елланським (Елланом-Блакитним), українським письменником, есером-боротьбистом, що на той час перебував у Лук'янівській в'язниці за заклики до боротьби за Радянську Україну, за статті й відозви «До робітників і селян України», які викривали «контреволюційну і зрадницьку» роль Центральної Ради. За кілька років, після смерті Заливчого, Лідія Вовчик стане дружиною Василя Еллана-Блакитного.

#### У «фракції лівобережців» УПСР (друга половина 1918 року)
Андрій Заливчий став одним із засновників «фракції лівобережців» УПСР. У травні 1918 року він був обраний членом ЦК УПСР, пізніше увійшов до складу Українського повстанського комітету, який керував підготовкою повстання проти гетьмана Скоропадського. Як член ЦК УПСР (боротьбистів) інспектував повстанські загони на Житомирщині, Харківщині, Полтавщині. Підтримував орієнтацію лівого крила УПСР на союз із більшовиками. Як згадував Дмитро Соловей,
|  | …виявилося, що наші погляди й думки розходяться в протилежних напрямках. Я вважав, що коли старий політичний режим повалено, а умови для вільного громадсько-політичного життя здобуті, то дальше розпалювання клясової ненависти непотрібне й небезпечне, отже — сваволя, така, як оця, неприпустима, хто б її не чинив і в ім'я якого ідеалу. Андрій сміявся з мене. Він вважав, що революція тільки почалася. Що криваве винищення захисників старого режиму неминуче й потрібне. Що моїми устами говорить переляканий інтелігент, який не може зрозуміти, що революції у білих рукавичках не роблять. І т. п. Андрій пильно стежив за тодішньою революційною пресою. Його захоплювали промови й статті Леніна, він вважав шлях, обстоюваний більшовиками, за неминучий і єдино правильний. |

На початку осені 1918 року боротьбисти остаточно відмовилися від парламентської моделі державності. Про ситуацію, яка склалася в партії, Андрій Заливчий як член ЦК інформував на зборах Харківської організації УПСР 14 листопада 1918 року. Він відзначив, що «від старої партії не залишилося нічого і в самому змісті її багато змінилося. Стара партія з кількістю 375 000 членів розпущена; тепер зоорганізовані нові і це є велика організаційна творча робота». Заливчий наголосив, що «склад [партійців], який зараз є, міг би явитись ідейним виразником певної групи партії». Позитивним моментом він зауважив той факт, що «раніше була партійна маса, а тепер свідомі члени партії і з цього боку ця група є силою». Заливчий підкреслив, що в партії було дві течії: «перша котора привела контрреволюцію з німцями, і друга лівобережників і інтернаціоналістів по своїй ідеології. Остання частина була по другий бік барикад першої і йшла часто вкупі з більшовиками, інша частина відповідно трималася до неї. В партії були всякі люди від чорносотенців до анархістів».
Такий стан в партії змусив ЦК ухвалити рішення про її ліквідацію. ЦК видав платформу, яка радикально змінила весь напрям партії, залишився «тільки дух дореволюційної організації». Напередодні Центральний Комітет видав Декларацію в національній справі у зв'язку з утворенням Національного Союзу. Стосовно планів партії Заливчий наголосив, що «ЦК поставив вибрати другий акт, який був би проектом Комуністичного маніфесту нашої партії, котрий остаточно мусів бути ухвалений V партійним з'їздом. Він мусів змінити програм партії, — обґрунтований, як акт високої ваги. В цих актах ЦК яскраво виявляє обличчя партії — в відношенні влади, національності і світової соціалістичної революції. У національній справі відділення держави від нації. В проекті Комуністичного маніфесту ЦК йде вперед від того, що було перед цим в УПСР і взагалі с. р. Це акт, який розроблено не тільки ЦК, це творчість партії». Партія передбачала змінити і свою соціальну базу: «цим партія виходить з розпливчастості і вважаючи гідним класом, на котрий партія мусить спіратися — пролетаріат (не тільки фабричний, а й сільський робочий люд), вона з'являється партією класовою і клас пролетаріату вона повинна вести до соціалістичного устрою». Характеризуючи кількісний склад партії і її географічне положення, Заливчий відзначив: «В партії 600–700 членів — кількість надзвичайно мала, але вона розкидана сіткою по всій Україні. В усіх губерніях маються наші організації. Навіть в глухих місцях як Поділля. Важно те, що вони скрізь мають вплив і зв'язки. Найкращі організації в Києві, Одесі, котрі можуть проводити велику акцію. На Полтавщині організації в кожному повітовому місті. У великих містах здебільшого інтелігентські групи. В Одесі робітнича група, в Катеринославі також. Крім Полтави, Харкова, Києва, Одеси — літературна робота не велась. Найменший вплив на Волині і Харківщині. Серед робітництва УПСР не має впливу, за виключенням Полтави.».

#### Під час антигетьманського повстання в Чернігові. Загибель (грудень 1918 року)
У грудні 1918 року за наказом Українського військово-революційного комітету Андрій Заливчий очолив повстання проти гетьмана в Чернігові. За спогадами 1920-х років, він кинув гасло «попередити повстання Петлюри радянським повстанням». У броньовика, в якому знаходився Заливчий, під час бою неподалік Єлецького монастиря закінчилося пальне і він зупинився. Коли Андрій вискочив із машини, його поранили кулею, після чого гетьманці закололи його багнетами. Труп Заливчого був відправлений до моргу. Під час переходу влади від гетьманців до петлюрівців однодумці Заливчого забрали тіло й поховали його без розголосу. За труною йшло лише п'ять чоловік.
Похований він був у Чернігові (нині — Чернігівська область, Україна) на Петропавлівському кладовищі (IV ділянка, на північ від комплексу польських поховань). Місце поховання було встановлено 1926 року за спогадами очевидця. Ініціаторами встановлення пам'ятника були співробітники чернігівських міських газет «Робітничий шлях» та «Червоний стяг» на чолі з їхнім редактором Германом Альперовичем. Пам'ятник — кругла колона на мурованому постаменті з написом «Революція береже пам'ять своїх кращих бійців. Андрій Заливчий підняв прапор у Чернігові революційного повстання за Радянську владу й загинув у бої з гетьманцями на вулицях м. Чернігова 13 грудня 1918» — споруджено 1927 року, нині потребує реставрації, є пам'яткою історії місцевого значення (охоронний номер 20).

## Оцінка особистості
Андрій Заливчий, як і його ровесники — Михайло Авдієнко, Василь Бойко, Сергій Вікул, Кость Вротновський-Сивошапка, Йосип Гермайзе, Олександр Зарудний, Яків Зозуля, Володимир Кедровський, Микола Ковалевський, Микола Любинський, Гнат Михайличенко, Анатолій Пісоцький, Михайло Полоз, Олександр Севрюк, Юрій Тютюнник та чимало інших, — належав до наймолодшого покоління українського національно-визвольного руху, яке влилося в нього на останній, третій фазі розвитку. Це було покоління найрадикальніших українських діячів, переважна більшість якого пов'язала свою діяльність з УПСР та УСДРП. У революції 1917 року вони побачили унікальний шанс для України, а водночас і поле блискучих можливостей для самореалізації.
Історик і публіцист, дійсний член Української вільної академії наук Дмитро Соловей описує Заливчого як «низенького, чорнявого, з примруженими зеленкуватими жвавими очима». Через певну зовнішню подібність на мавра мав партійний псевдонім «Отелло». За спогадами, розмовляв він літературною українською мовою, російською — з акцентом. На думку Солов'я, це була «безперечно талановита й здібна людина», що загинула «на порозі свого життя». «Сповнений щирої відданости інтересам покривджених мас свого народу, він виявив велику енергію й завзятість у громадсько-політичній діяльності, але не встиг ще остаточно виробитись і достатньо зміцніти».
Яків Довбищенко так згадував свою першу зустріч із Заливчим під час навчання в університеті:
|  | …середнього зросту смуглявий юнак… Високе чоло, сильні стальові очі з під грізно навислих брів — все якось гармонувало з тою одривчастою сильною мовою, так про нього характерною мовою з сильним піднесенням, патосом, переконуючою щирістю, що так захоплювала завжди слухача. В цьому юнакові відчувалась незвичайна внутрішня сила… |

Перегукується з цим і опис Заливчого-студента, що його дав літературознавець Володимир Коряк в новелі «Мак червоний»:
|  | …лагідна посмішка освітлює чоло, а очі горять і сиплять блискавки. Це була сама божественна Молодість. Ціле буяння життя в постаті, виразі обличчя, очах. Це було щастям: бачити в людині таке пробудження весняних творчих сил, що ось-ось вибрунькуються і виявлять себе — завтра. Такі обличчя не забуваються і кидаються ввічі серед тисячного натовпу.. |

Гнат Михайличенко називав Заливчого селянським Камілем Демуленом, порівнював його з франковим: «Вічний революціонер, дух, що тіло рве до бою…».
Письменник Михайло Яловий згадував:
|  | Це справді був ревнивий коханець революції. Його рухлива, темпераментна, гаряча вдача робила його нервом всього запільного життя. Можна було зранку почати обходити всі «явки» і на всіх них бачити його сліди. Він «завірчував» всією партійною запільного машиною.Ніхто з приїзжих до «центру» не міг пройти мимо його рук, мимо його інструкцій, порад, нагоняїв і вказівок. Виходець із бідних ремісницьких кол, Заливчий таїв в собі органичну, просто фізичну якусь ненависть до всіх заможніх,пануючих. Иноді він сам почував якусь неприродність від того й намагався себе стримувати, але його пронизливі, блискучі «маврські» очі викривали в ньому всю силу цього чуття. |

Український громадсько-політичний діяч, вчений, публіцист Іван Майстренко значно вище оцінював постать Заливчого:
|  | Це була дуже яскрава, талановита й динамічна постать і з нього виробився б видатний діяч всеукраїнського масштабу, якби не передчасна загибель у повстанні проти гетьманського режиму й німецької окупації в Чернігові 1918 року, як одного з вождів боротьбістської партії. Сашко Лісовик (теж один із діячів боротьбізму, розстріляний у 1930-х роках, як і всі боротьбісти) розповідав мені в 1919 році, що Заливчий «задавав тон у Центральному комітеті (ЦК) боротьбістів». |

Літературознавець Василь Чапленко заперечував проти називання Андрія Заливчого, Гната Михайличенка, Василя Чумака, Василя Елланського «першими хоробрими». На його думку, це, навпаки, були перші з активних учасників української визвольної боротьби, що боягузливо перейшли на «радянську плятформу» задля власної вигоди.
Володимир Коряк підкреслював відмінність ідеологічних переконань боротьбистів від більшовицької ленінської ідеології, що відзеркалилося і в діяльності Заливчого:
|  | … боротьбисти не визнавали Жовтня. Вони казали: Жовтень — це московська форма комунізму, а наша — суто українська форма — це січень, це не більшовизм, а боротьбизм. І ось ця ідеологія в першу епоху нашої революції відбилася і в нашій українській жовтневій літературі. Тим-то перші співи наших українських письменників, фундаторів жовтневої літератури, творчість оцих фундаторів нашої пролетарської літератури, ще позначена деяким зафарбленням цього українського боротьбизму. «Нація» уявлялася як українські робітники й селяни. Не робітники й селяни, а українські робітники й селяни, не радянська Україна, а Україна радянська. Через те й у творах перших фундаторів української літератури позначився особливий революційний націоналізм. |

За визначенням УІНП та полтавського краєзнавця Віктора Ревегука, Заливчий належить до переліку борців за незалежність України
Із метою консолідації та формування історичної свідомості Українського народу, збереження національної пам'яті та належного відзначення і вшанування пам'ятних дат і ювілеїв Верховна Рада України ухвалила на державному рівні 26 жовтня 2022 року урочисто відзначити — 130 років із дня народження політичного діяча, письменника, публіциста Андрія Заливчого (1892–1918).

## Творчість
1917 року в Харкові було надруковано брошуру Андрія Заливчого «Хто воює, а хто грабує?», яку літературознавці майже сто років вважали втраченою.
Крім того, написав автобіографічний цикл новел «З літ дитинства», що мають імпресіоністичний характер. Новели приваблюють психологізмом, ліричністю, драматичною сповідальністю про голодне й холодне дитинство («Їсти», «Родина», «Обкладки»), співчуттям до знедолених («У школі», «З благородними дітьми»). Для своїх автобіографічних спогадів Заливчий використав нетипову для української мемуаристики того часу циклізацію розрізнених асоціативно-психологічних новел, кожна з яких композиційно й структурно становить завершений твір. На відміну від реалістично-імпресіоністичних новел циклу, новела «Так я себе пригадую вперше» вирізняється тим, що має риси сюрреалізму та символізму, що не характерно для тогочасної української літератури.
Весь цикл оповідань, як пізніше в листі до Василя Півторадні розповідала Лідія Вовчик-Блакитна, вона записала протягом трьох вечорів під диктовку хворого Андрія, у Києві в листопаді 1918 року, а після його загибелі передала Гнатові Михайличенку:
|  | Було то останніх днів дуже холодного листопаду 1918 року у Києві. А. Заливчий мешкав тоді у … кімнатці двоповерхового будиночку у дворі — на розі Безаківської вул. і Бібіковського бульвару… Завжди такий енергійний, бадьорий і невгамовно-діяльний, товариш Андрій на кілька днів був прикутий до ліжка важкою ангиною з одночасним загостренням хронічної виразки шлунку… … Андрій, якому трохи покращало і вже можна було говорити, попросив мене записати його спогади, які — як він, ніяковіючи признався, — «на самоті насувають з особливою силою, хвилюють і не дають спокою». Я радо погодилася… На … пожовклих аркушах я і записала олівцем розповіді Заливчого, намагаючись писати якнайшвидше і в той же час якнайточніше. Андрій лежав вкритий по саму шию ковдрою і теплим пальто, але розповідаючи, дуже хвилювався, часом підводився, очі його горіли, голос тремтів і уривався, іноді він стогнав чи-то від фізичного болю, чи-то від болючих спогадів і потім лежав якусь хвилину, знесилений, мовчки й нерухомо. То була напружена, гарячкова робота і я дуже непокоїлася, щоб не погіршало Андрієві від неї. Але наступного дня він почував себе значно краще і працювалося нам легше. Увечері третього дня Заливчий сказав: «Все. Велике спасибі. На цьому ставимо поки що крапку, а продовження буде тоді, коли я повернуся. Буде обов’язково!» Списані з обох боків аркуші я залишила авторові, щоб виправив або й доповнив, а я потім перепишу чорнилом. За кілька днів, збираючись виїздити до Чернігова, він приніс їх мені, просив зберегти — «на всяк випадок». Я перечитала: кілька слів, кілька речень, дописаних Андрієвою рукою, — і зберігала ті аркуші, не переписуючи. А через деякий час віддала їх найкращому другові Андрія Заливчого Гнатові Михайличенкові і незабаром ті новели вийшли в світ. |

Зрештою, рукописів тих не збереглося.

### Посмертні видання
Вперше новели Заливчого були надруковані лише після смерті автора, 23 лютого 1919 року в київській газеті українських есерів «Боротьба», за кілька тижнів — окремим виданням з передмовою Гната Михайличенка, того ж року — в одеському літературному альманасі «Червоний вінок» (у червні 1939 році це видання було заборонено більшовицькою цензурою як націоналістичне й шкідливе, оскільки «вихваляло ворогів народу», та підлягало вилученню).
Автор редакційної передмови до альманаху (літературознавець Степан Крижанівський стверджував, що автором передмови є професор Михайло Слабченко, втім, Лідія Вовчик-Блакитна припускала авторство Антона Приходька, члена партії боротьбистів, що брав активну участь у літературно-мистецькому процесі) зазначає:
|  | Тут і оратор Еллан, і скептик Загул, і геніальний Тичина, і нерівний Чумак, і скорбний Заливчий — всі сходяться. |

У 1920-х роках новели Заливчого кілька разів перевидавалися під різними назвами: «Зарізяка», «Дитинство. Автобіографічні новели». Однак його особистість та творчість лишалася фактично забутою, невідомою широкому загалу.
У 1926–1928 роках, напередодні роковин з дня смерті Заливчого, у періодичній пресі з'являється низка публікацій, в яких ім'я Заливчого ставилося в один ряд з письменниками-боротьбистами Гнатом Михайличенком, Василем Чумаком, Василем Елланом — «перших хоробрих».
1928 року відомості про Заливчого було включено до довідника «Десять років української літератури (1917–1927)» (втім, у 1938 році цей довідник також був заборонений радянською цензурою та підлягав вилученню, оскільки містив «бібліографію ворогів — буржуазних націоналістів»). 1931 року вивчення його творчості рекомендується при організації роботи літературних гуртків.
Незважаючи на досить невеликий доробок (лише 10 коротких оповідань), про творчість Заливчого в 1920-х роках часто згадували літературні критики, зокрема в підручнику української літератури Олександра Дорошкевича. Дорошкевич ставив новели Заливчого вище творів Михайличенка. Володимир Коряк зазначав:
|  | Такі яскраві образи, що якось безпосередньо з інтимна промовляють до душі […]. Це не було співбоління до народу, це був голос самого того села, зойк болю селянської дитини, що в йому було й обурення й гнів великий і заклик до боротьби по-за тими малюнками селянських злиднів та дикунства — якось відчувалося самособойно. |

### Архівні матеріали
Після створення Інституту Тараса Шевченка (його наступником є Інститут літератури імені Тараса Шевченка НАН України) у Харкові одним із основних напрямків його наукової діяльності стало дослідження та популяризація дожовтневої й сучасної української літератури. Крім того, Інститут мав «широке громадське завдання» — поширювати серед робітничих і селянських мас знання про «історію українського письменства». Для цього передбачалося утворювати кабінети, окрім шевченкознавчих, ще й «дожовтневої» та «жовтневої» літератури. До кабінету «жовтневої» літератури передбачалося зібрати меморіальні речі Василя Еллана, Андрія Заливчого, Василя Чумака, Гната Михайличенка та інших революційних письменників. На початку 1929 року інститут проводив заходи з відзначення роковин «перших хоробрих».
1931 року архівні матеріали Андрія Заливчого, Гната Михайличенка, Василя Еллана-Блакитного надійшли на зберігання в Інститут Тараса Шевченка. У 1933–1934 роках, після того, як було репресовано та розстріляно заступника директора інституту Сергія Пилипенка, колишнього члена УПСР, арешту більшості наукових співробітників і фактичного розгрому інституту, рукописні матеріали письменників радянського періоду вилучено з його фондів та передано в різні установи. Наразі ці архівні матеріали Андрія Заливчого вважаються втраченими.

### У роки сталінських репресій
Починаючи з 1934 року були репресовані практично всі колишні члени партії-боротьбистів: як ті, що займали керівні посади в УСРР (Олександр Шумський, Панас Любченко, Григорій Гринько, Андрій Хвиля, Михайло Михайлик), так і рядові колишні члени партії (Володимир Коряк, Іван Майстренко, Михайло Яловий, Петро Ванченко, Василь Вражливим, Олександр Ковінька, Микола Куліш, Микола Любченко, Григорій Майфет, Валер'ян Поліщук тощо) яких було оголошено ворогами народу — буржуазними націоналістами.
Так само, як і творчість великої частини українських письменників та літературознавців (Борис Антоненко-Давидович, Дмитро Гордієнко, Олекса Влизько, Дмитро Загул, Григорій Епік, Микола Зеров, Олекса Слісаренко, Микола Хвильовий, Іван Микитенко, Ґео Шкурупій, Остап Вишня, Мирослав Ірчан,  Валер'ян Підмогильний, Олександр Дорошкевич, Борис Коваленко, Володимир Штангей тощо), літературний спадок «перших хоробрих» — Еллана-Блакитного, Михайличенка, Чумака, Заливчого було посмертно визнано буржуазно-націоналістичним. Як зазначає у своїх спогадах літературознавець Степан Крижанівський, твори цих письменників близько 20–25 років були заборонені й перебували в спецфондах.
Низкою таємних протоколів Політбюро ЦК КП(б)У наприкінці 1930-х років затверджено кілька десятків списків Головліту УРСР, якими заборонялася та вилучалася з бібліотек та книготорговельної мережі їх творчість.
Так ім'я та твори Заливчого також надовго зникли з літературних обріїв. «Реабілітовані» вони були лише після засудження сталінізму, у другій половині 1950-х років.

### Після «реабілітації»
У восьмитомній «Історії української літератури» 1970 року зазначалося:
|  | Складний і суперечливий шлях проходить […] група літераторів, що належала до партії боротьбистів (В. Еллан-Блакитний, В. Чумак, А. Заливчий, Г. Михайличенко тощо). Проти цієї дрібнобуржуазної, націоналістичної партії більшовики вели послідовну ідейно-політичну боротьбу. «Нариси історії Комуністичної партії України» (1964) відзначають, що в лавах боротьбистів було немало контрреволюційних петлюрівських елементів, які маскувалися революційною фразеологією. Але деякі письменники, що на певний час зв'язали свою долю з боротьбистами, в першу чергу В. Чумак та В. Еллан, […] як майстри слова мають свої незаперечні заслуги в становленні української радянської літератури. Їхні твори, вміщені у збірнику «Червоний вінок» (1919), виданому боротибистами, входили в актив нової літератури |

### Оцінка творчості
За тематикою та стилем новели Заливчого близькі до оповідань Архипа Тесленка, Степана Васильченка, втім, як зазначає Василь Півторадні, у новелах Заливчого немає Тесленкового соціального песимізму.
Олександр Дорошкевич визнавав новели Заливчого «багато надійними мистецькими спробами, вищими за Михайличенкові, особистими спостереженнями, що їм надано широкого художнього вмотивування, широкого значіння», що в його творчості «відчуваються ознаки видатного новеліста, який уміє своїм особистим спостереженням надати ширшого художнього вмотивування». Володимир Коряк їх визнає «чернетками для майбутньої літературної діяльности, якої Заливному не судилося розгорнути». Борис Коваленко називає Заливчого «безперечно талановитим художником-психологом, що загинув передчасно у боротьбі».
На думку Василя Чапленка, Заливчий і його однодумці, щиро, як і годиться прозелітам, прийнявши бік більшовиків, щосили вдарилися в пролетарське письменство. В усякому разі, в їхніх творах немає суперечностей між ідеологією й естетикою, які можна бачити в пізніших радянських письменників. Письменник і літературознавець Петро Колесник вважав, що літературна критика 1920-х років дуже часто обмежувалася зовнішнім описом явищ. Політичні декларації письменників заступали часом у їхніх очах об'єктивний зміст творчості. Так, свого часу в одну мистецьку групу «перших хоробрих» потрапили зовсім різні художники, в тому числі й Заливчий, який на відміну від модерністів Чумака та Блакитного, не виходив із рамок традиційної соціально-побутової прози.
Радянський літературознавець та партійний функціонер Микола Шамота в середині 1970-х років ставив Андрієві Заливчому в провину те, що він «не був у числі тих, хто складав революції дифирамби, кого надихав і чарував Жовтень. Тому в його творах нема чого шукати ознак революційности»
Іван Дзюба ставить Заливчого в ряд засновників української революційної літератури. 2011 року ім'я Заливчого знову повернуто в шкільний підручник з «Української літератури».
Український журналіст і письменник Олекса Мусієнко включив біографію Андрія Заливчого до рукопису книги-мартиролога українського письменства «Олтар скорботи».
У 1944 році у вказівках Організації українських націоналістів для військових політвиховників та пропагандистів Української національної революції на осередніх та східних українських землях зазначалося:
|  | В кожному русі шукати світлих поривчих сторінок національної боротьби, не колупаючись в «помилках» та «анархії». Частинну участь українців у більшовицькій соціяльній революції 1917 р. оцінювати як прагнення українців звільнитися від гніту російських царів, поміщиків, чиновників, поліційного терору, економічного та національного гноблення. Не докоряти учасникам соціяльної революції 1917 р. Навпаки підкреслювати, що сталінська кліка зрадила всі здобутки Революції. Підкреслювати, що українці в громадянській війні прагнули лише звільнитися від російського імперіалізму та німецьких окупантів (таращанці з Боженком, Щорс з богунцями). Пояснювати: колишні українські більшовики розійшлись з російськими більшовиками і виступили проти їх імперіялістичної політики по відношенню до України. Всіх колишніх українських більшовиків червоні імперіялісти знищили. |

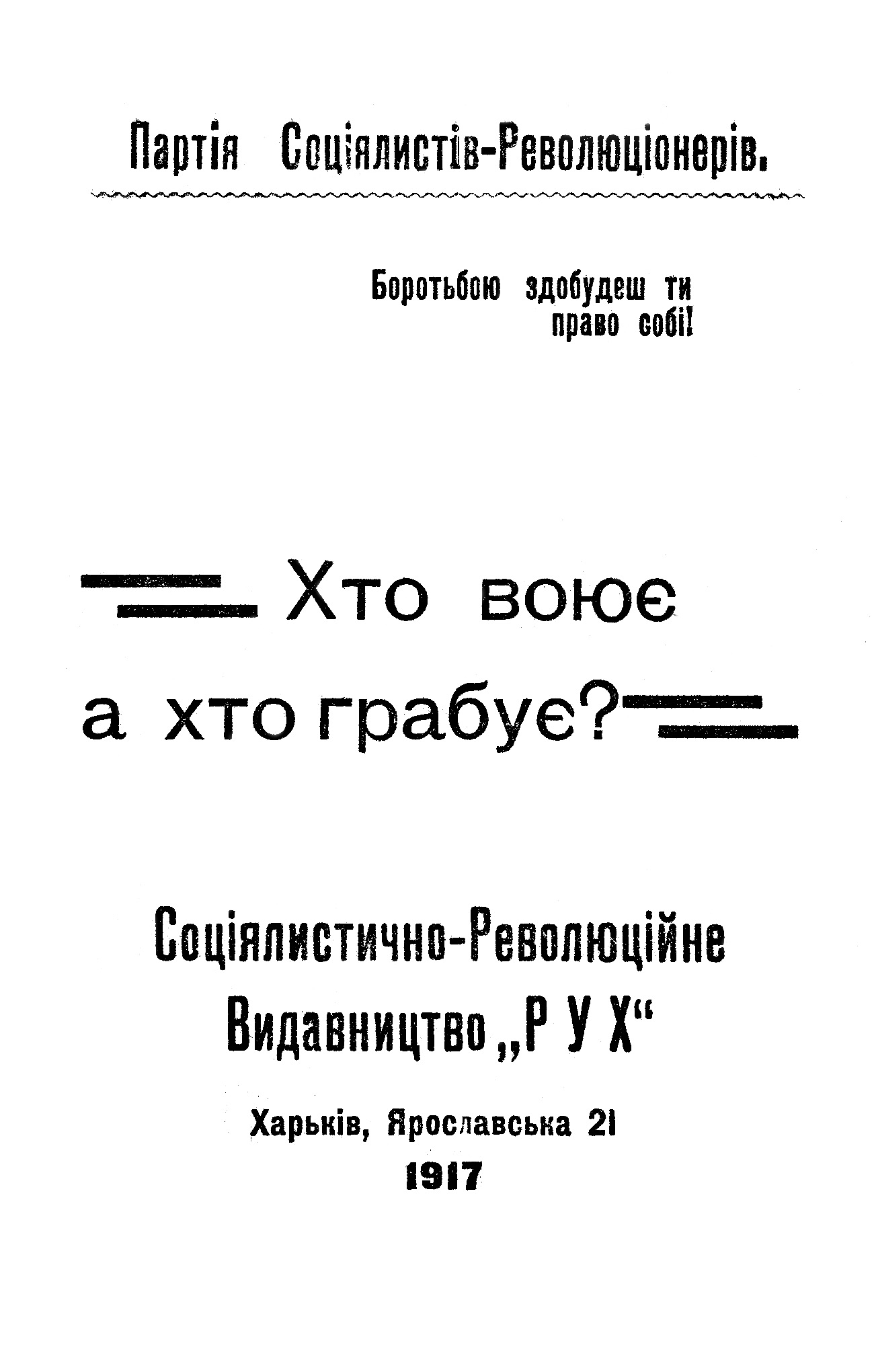
Титульний лист брошури «Хто воює, а хто грабує?» (1917)
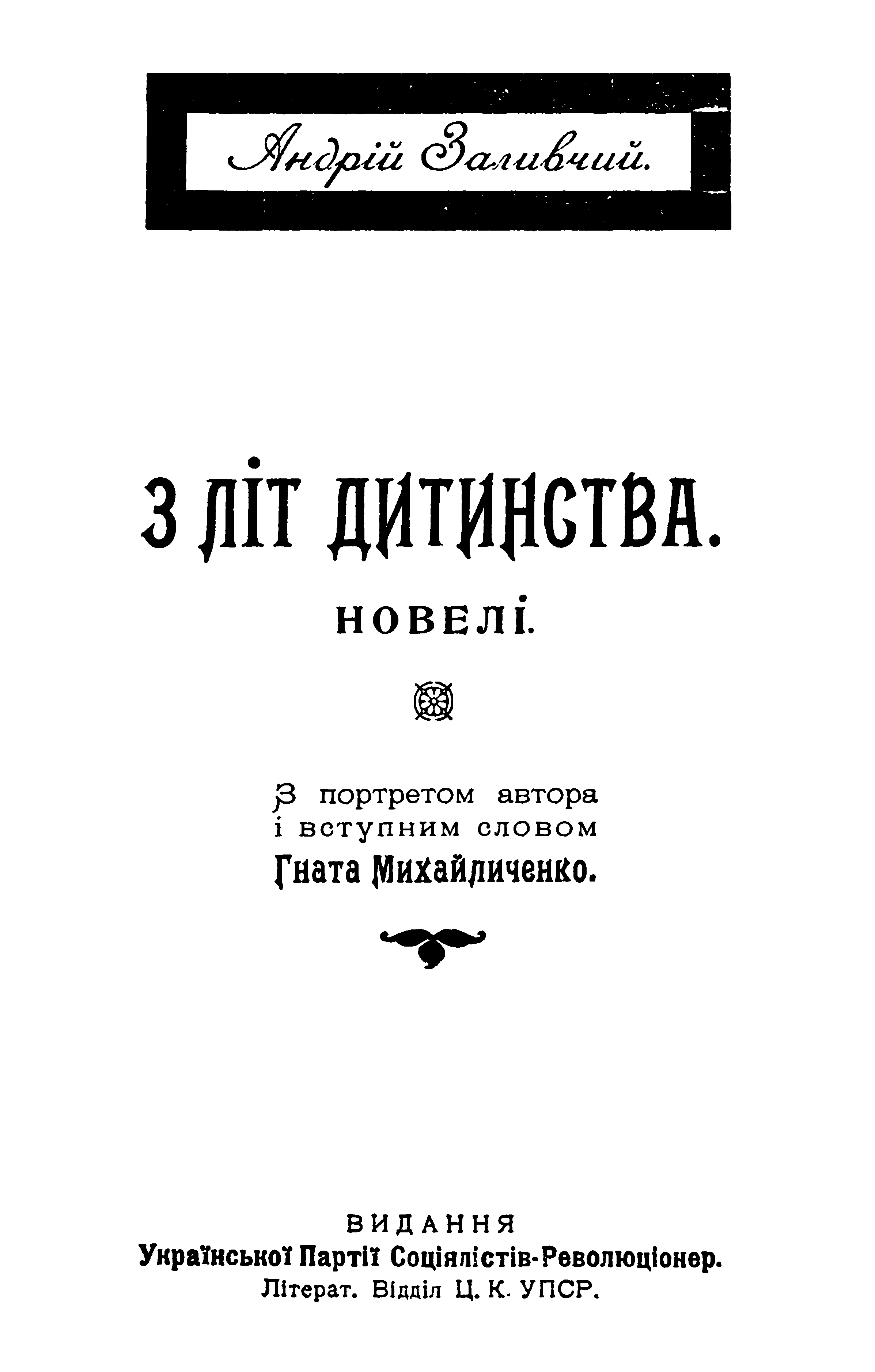
Титульний лист збірки «З літ дитинства» (1919)
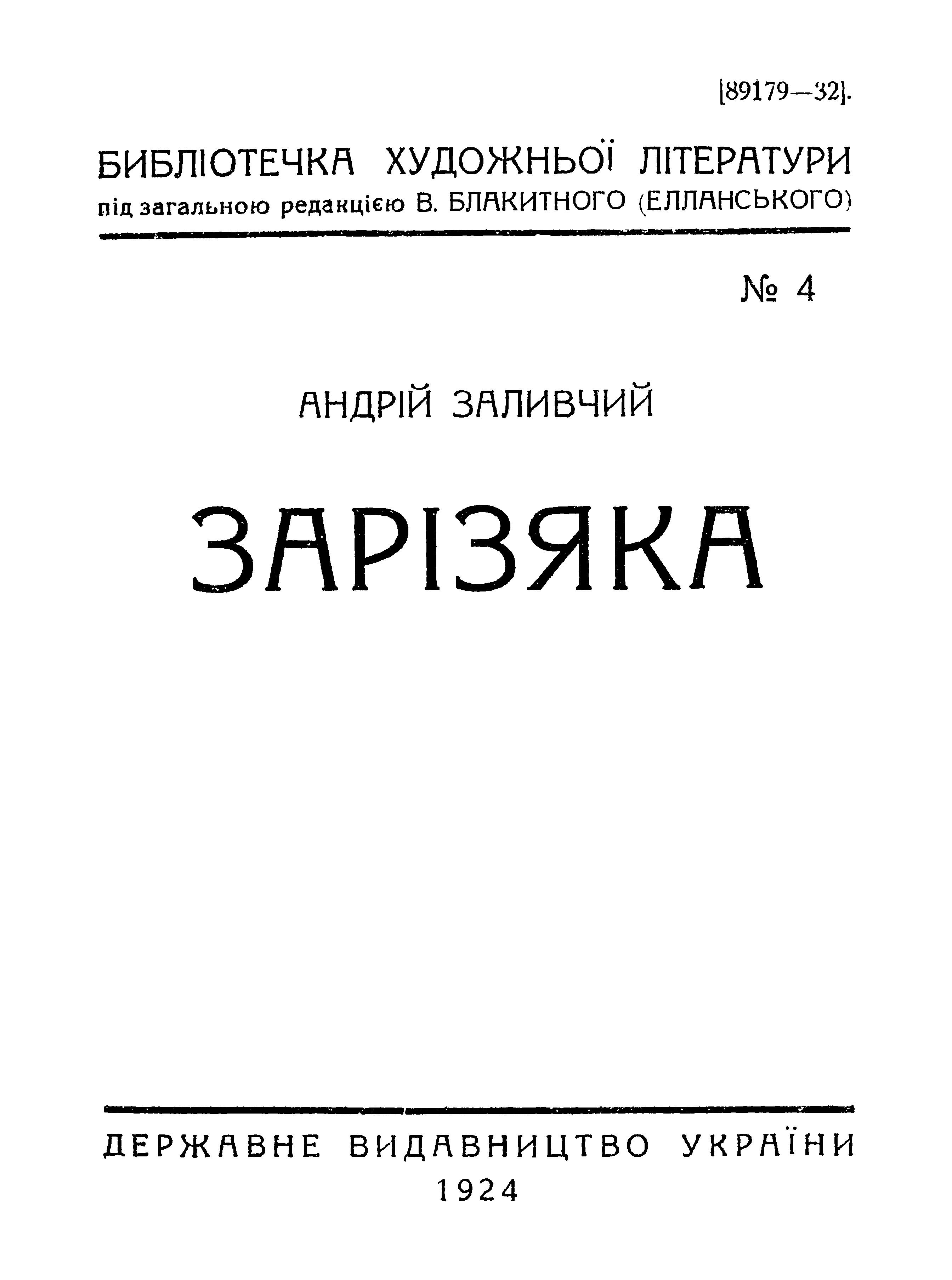
Титульний лист збірки «Зарізяка» (1924)
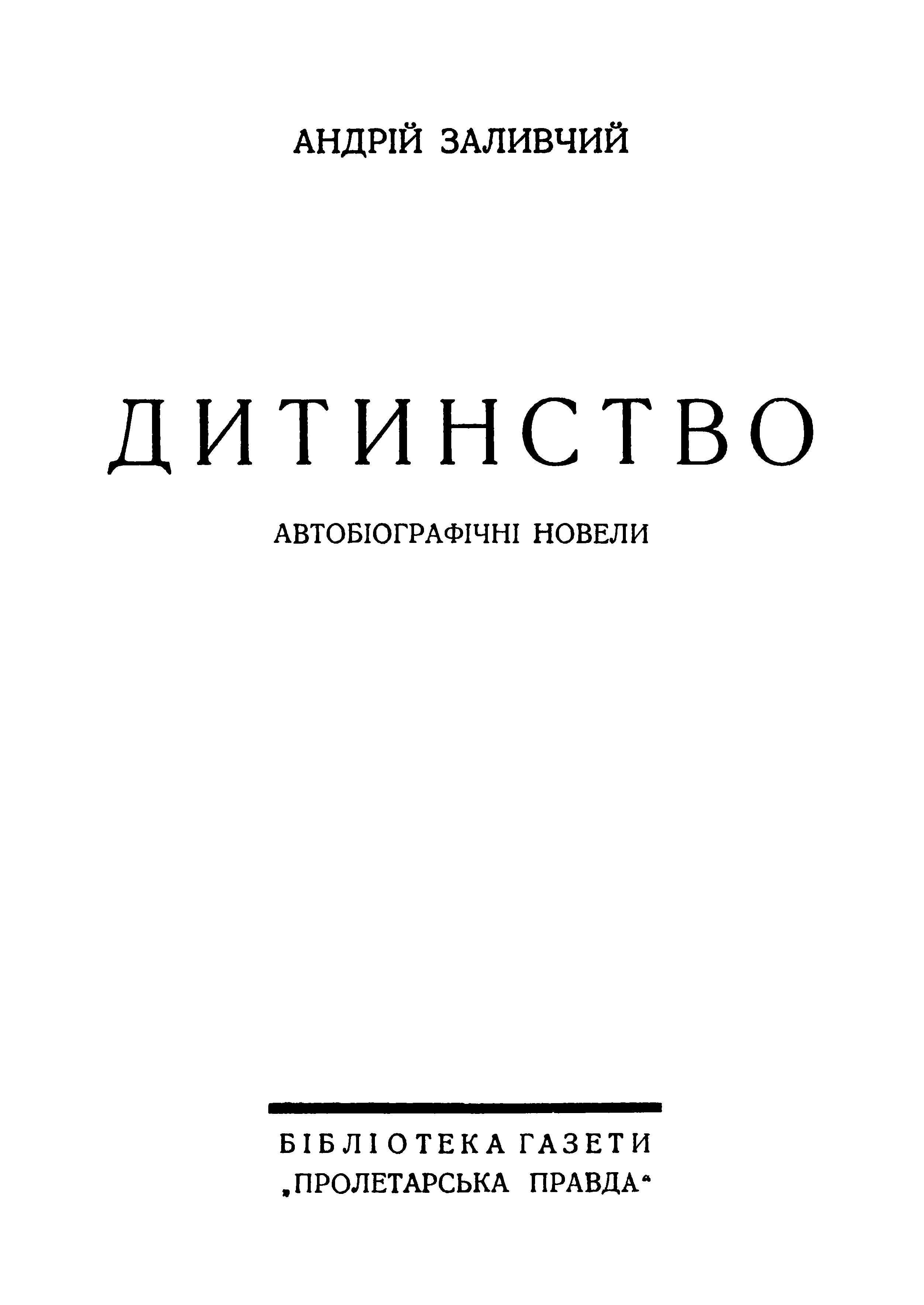
Титульний лист збірки «Дитинство» (1929)

## Увічнення пам'яті

### У літературних творах
Після загибелі Заливчого Василь Блакитний (Елланський), один із вождів боротьбистів (якому на той час виповнилося лише 25 років), 1919 року написав на його пам'ять вірша «Повстання», де було сказано:
…А надвечір — все укрив туман.
Сніг ішов, так м'яко, м'яко танув…
На заціплений в руках наган,
На червоно-чорну рану.
Душ блакить пекучо повна вщерть
Розгорілась, ятриться любов'ю.
За життя розплата тільки кров'ю,
Тільки смертю переможеш смерть.
Останні два рядки 1927 року використали як епіграф Микола Самусь у статті «Забутий новеліст і революціонер» і Борис Антоненко-Давидович у повісті «Смерть». Згодом Дмитро Донцов звернув увагу на цей факт у своїх літературознавчих розвідках.
Задум художнього твору «Андрій Заливчий» близько 1930 року виник у Юрія Яновського, як засвідчено в його записникові. Можливо, це мала бути частина «Книги новел (громадянська війна)» чи роману «Історія дивізій». Втілений він так і не був.
Павло Тичина писав у збірці «Чернігів» (1931):
Окриєм кріпко планами
рости ушир, увись
злети аеропланами
Заливчими Елланами
в майбутнє колосись.
На думку літературознавця Григорія Грабовича, рядки «Заливчими Елланами в майбутнє колосись» з прізвищами революційних поетів і образом заливних ланів, «попри стахановську галасливість», виявляють віру, що «нація — позаяк вона є імпліцитним об'єктом звертання — даватиме плоди, спадщину революціонерів, що повернулися в землю». Згодом цей вірш Тичини був заборонений радянською цензурою. У примітці до цього аналізу Тичининого вірша Грабович називає Заливчого обдарованим прозаїком та пов'язує обох боротьбистів — Заливчого і Еллана з Тичиною, а також згадує ще й третього письменника-боротьбиста — Гната Михайличенка, страченого денікінцями в 1919 році.
Поет Микола Сайко у своєму вірші, написаному в 1926 році, згадує Заливчого:
Буйно палав ланом стяг, наче мак…
Вихорем коні носились:
Михайличенко, Заливчий, Чумак
Знов сеї ночі наснились.
Крався з гармат на степи переляк,
Вихорем коні носились:
Михайличенко, Заливчий, Чумак
Знов сеї ночі наснились.
Втім, цей же вірш, надрукований 1968 року в збірці «Поезія», має інший вигляд:
Буйно палав ланом стяг, наче мак…
Вихорем коні носились:
Хлопці безстрашні, а з ними Чумак
Знов сеї ночі наснились.
Крався з гармат на степи переляк,
Вихорем коні носились:
Хлопці безстрашні, а з ними Чумак
Знов сеї ночі наснились.
1958 року Павло Тичина порівнював із Заливчим загиблого на німецько-радянській війні українського поета Леоніда Левицького, пишучи: «І в боях про своє покликання поета не забував він. Так само, як і Лермонтов, як Заливчий (після Жовтня)»
Володимир Сосюра в поемі «Розстріляне безсмертя» (1960) звертався до Заливчого (якого особисто не знав, бо на момент його загибелі був бійцем армії УНР):
…Я вас любить не перестану
й тебе, Заливчий, мій герой,
що йшов на смерть у дзвоні зброй,
на смерть за нас, кривавим ланом,
оспіваний навік Елланом….

### У топонімах
- У 1919 році сучасній вулиці Андрія Мовчана в Чернігові надали назву на честь Заливчого. Ця назва протрималася недовго, після вигнання з міста денікінців цю вулицю назвали Пролетарською[136]. Назву вулиця Заливчого повернули 1943 року, а з 1955 року це була вулиця Крупської[137].
- 1926 року колишній Театральний сквер у Чернігові, поблизу якого загинув Заливчий, отримав назву сквер імені Заливчого. З другої половині 1930-х років — сквер Піонерів, з 1944 року — сквер імені М. М. Попудренка, з 2023 року  — сквер Магдебурзького права.
- Сучасна вулиця Пилипа Орлика в Полтаві в 1919–1923 роках називалась на честь Заливчого[138][139].
- З 1919 року нинішня вулиця Фізкультури в Києві мала назву вулиця Заливчого[140][141]. Її, так само як і інші вулиці міста, що після встановлення радянської влади отримали назви на честь однопартійців Заливчого — українських есерів та боротьбистів Олександра Зарудного, Леонарда Бочковського, Гната Михайличенка, перейменували 1938 року[142] після посмертного визнання останніх ворогами народу. Саме цю вулицю мав на увазі Максим Рильський, коли писав 1932 року в поетичній збірці «Знак терезів» про тяжку необхідність поета в нових життєвих умовах оспівувати індустріалізацію, про розбіжність між мрією й дійсністю:

Нове життя нового прагне слова,
А де найти, як дати кров і плоть?
Ще неньки пісня в серці колискова…
Поборе — марш, та тяжко побороть!
Ще Блок, ще Ґріґ, ще лілія, ще мрія,
Ще колихання голубливих вод…
…На вулиці Заливчого Андрія
Тебе чекає цвяховий завод.
- У селищі міського типу Опішні на честь Андрія Заливчого назвали вулицю і провулок. За рекомендацією Українського інституту національної пам'яті навесні 2016 року розпорядженням Опішнянського селищного голови їх перейменовано в рамках виконання Закону України «Про засудження комуністичного та націонал-соціалістичного (нацистського) тоталітарних режимів в Україні та заборону пропаганди їхньої символіки», «бо Заливчий брав активну участь у встановленні радянської влади»[146][147]. Після звернення з позовною заявою мешканців вулиці й провулку, які вважають, що вказане розпорядження є незаконним і прийняте з порушенням вимог Закону України «Про засудження комуністичного та націонал-соціалістичного (нацистського) тоталітарних режимів в Україні та заборону пропаганди їхньої символіки», ухвалою Зіньківського районного суду Полтавської області дію розпорядження призупинено в частині перейменування вулиці Заливчого на вулицю Явдохи та Гаврила Пошивайлів (на честь українських гончарів-керамістів Явдохи та Гаврила Пошивайлів) і провулку Заливчого на вулицю Керамологічну[148]. У грудні 2020 року Верховний Суд у складі колегії суддів Касаційного адміністративного суду, враховуючи повідомлення Українського інституту національної пам'яті, що «вулиця Андрія Заливчого названа на честь Заливчого Андрія Івановича (1892–1918), особи, яка брала активну участь у встановлені радянської влади, підлягає перейменуванню», ухвалив рішення про відмову позивачам у їх позовних вимогах[149]. 2019 року Опішнянською селищною радою вулицю Явдохи та Гаврила Пошивайлів було перейменовано на Свято-Михайлівську вулицю[150].

## Видання творів
- [Заливчий Андрій.][28][70][151] Хто воює, а хто грабує? — Х. : Соціялістично-Революц. Видавництво «Рух», 1917. — 14 с.
- Заливчий Андрій. Автобіографичні новелі // Боротьба: орган Центр. Ком. Укр. Парт. Соц.-Рев. — 1919. — Ч. 13 (70). — 23 лютого (10 февраля ст. ст.). — С. 2–3
- Заливчий Андрій. З літ дитинства: новелі / з портр. автора і вступ. словом Гната Михайличенко. — К. : Вид. Укр. Партії Соціялістів-Революціонерів ; Друк. І. М. Кушнерева та Спілки, 1919. — 32 с.
- Заливчий Андрій. Автобіографичні новелі // Червоний вінок: збірник творів новітніх українських письменників. — Одеса : Видання Окруж. Комит. Херсонщини У. П. С.-Р. К., 1919. — С. 60–86.
- Заливчий Андрій. Зарізяка. — Х. : Держвидав України, 1920. — 30 с.[152]
- Заливчий Андрій. Зарізяка. — Х. : Держвидав України, 1924. — 32 с. — (Бібліотечка художньої літератури під заг. ред. В. Блакитного (Елланського). — № 4).
- Заливчий Андрій. Дитинство: автобіографічні новели. — К. : Бібліотека газети «Пролетарська правда», 1929. — 46 с.
- Заливчий Андрій. Дитинство: автобіографічні новели. — К. : Трест «Київ-Друк», 1929. — 46 с. — (Бібліотека газети «Пролетарська правда»). (на сайті Національної бібліотеки України імені Ярослава Мудрого).
- Заливчий Андрій. Автобіографічні новели // Чорнозем підвівся: збірка / упоряд., передм., прим. В. Півторадні. — К. : Молодь, 1971. — 284 с.
- Заливчий Андрій. З літ дитинства / передмова Володимира Мельника // Київ : журнал. — 1988. — № 3. — С. 114–119.
- Толстой Л. М. Невже так треба? / пер. з рос. [Андрія Заливчого]. — Полтава : Друкарня спілки споживчих товариств, [1917]. — 13+4 с.